# Wojna zimowa
Wojna zimowa (wojna sowiecko-fińska, wojna radziecko-fińska 1939–1940, fiń. talvisota, ros. Зимняя война) – konflikt zbrojny między ZSRR a Finlandią, trwający od 30 listopada 1939 roku do 13 marca 1940 roku (105 dni).
Agresja ZSRR i metody wojenne Armii Czerwonej, szczególnie bombardowanie miast i obiektów cywilnych przez lotnictwo sowieckie, zostały potępione międzynarodowo, wskutek czego 14 grudnia 1939 roku Liga Narodów wykluczyła ZSRR ze swego składu. Finlandia, pomimo utraty 10% terytorium, zdołała obronić niezależność. Wojna ukazała wszystkie słabości Armii Czerwonej, która poniosła ogromne straty.

## Geneza konfliktu

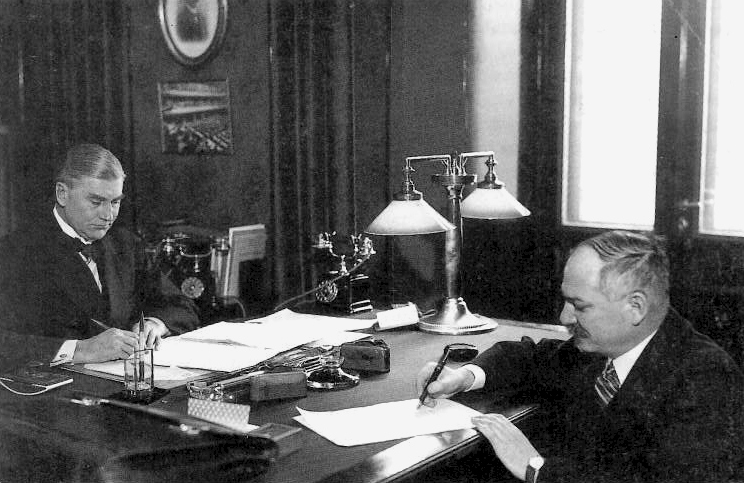
Podpisanie fińsko-sowieckiego układu o nieagresji w 1932. Z lewej minister spraw zagranicznych Finlandii Aarno Yrjö-Koskinen, z prawej poseł ZSRR w Helsinkach Iwan Majski

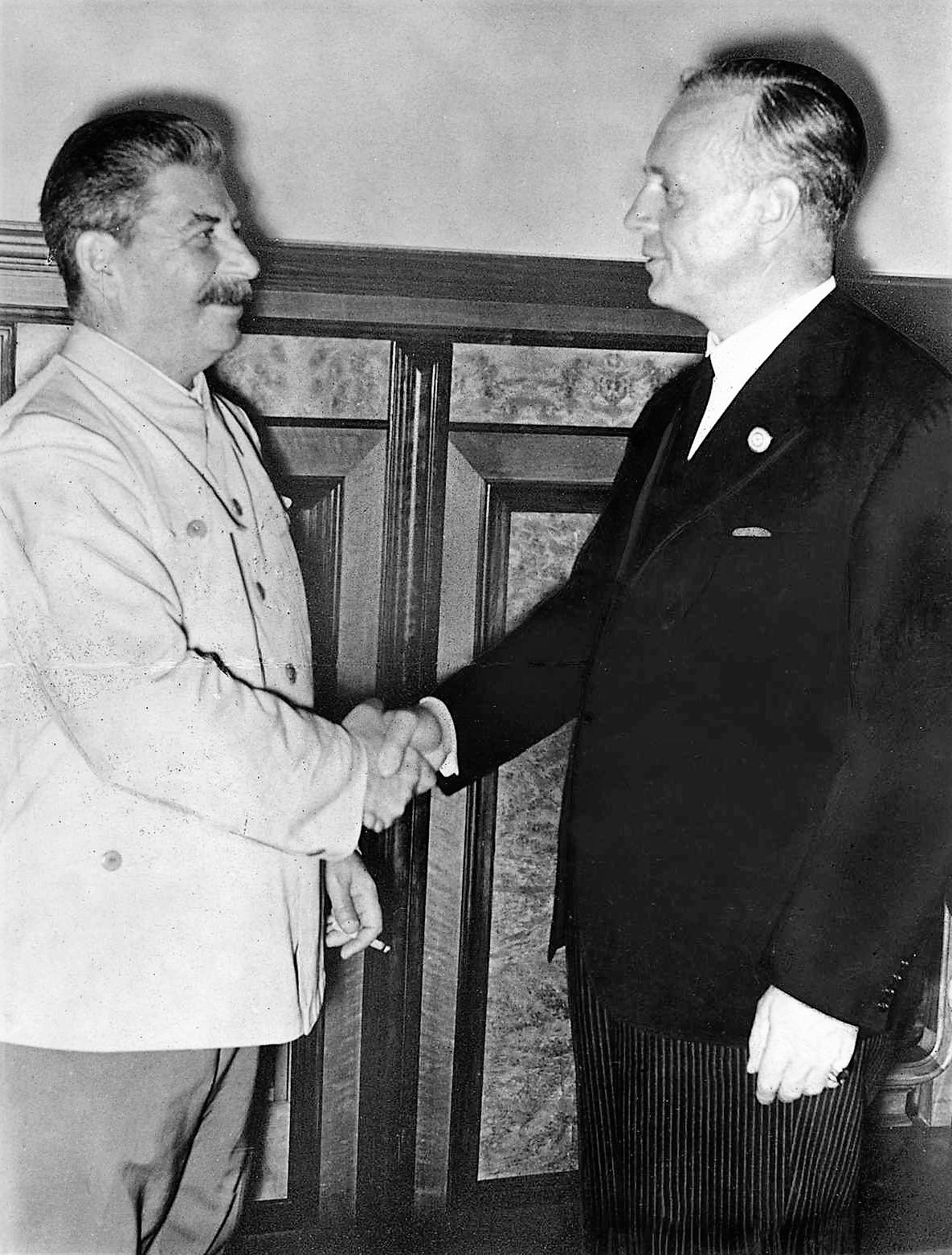
Pakt Ribbentrop-Mołotow. Stalin i Ribbentrop. Moskwa 23.08.1939

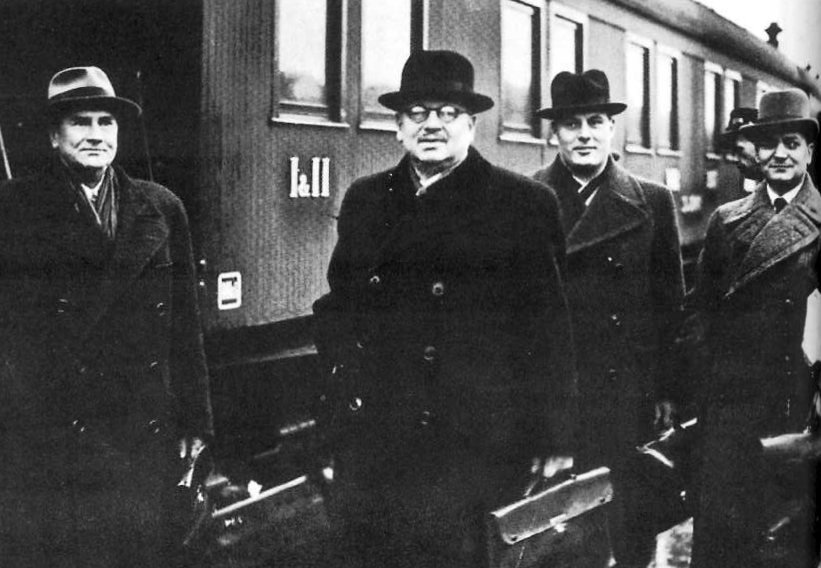
Delegacja fińska na rozmowy z ZSRR, od lewej: minister spraw zagranicznych Aarno Yrjö-Koskinen, Juho Paasikivi, szef sztabu armii fińskiej Johan Nykopp i płk Aladár Paasonen. Moskwa, 16 października 1939.

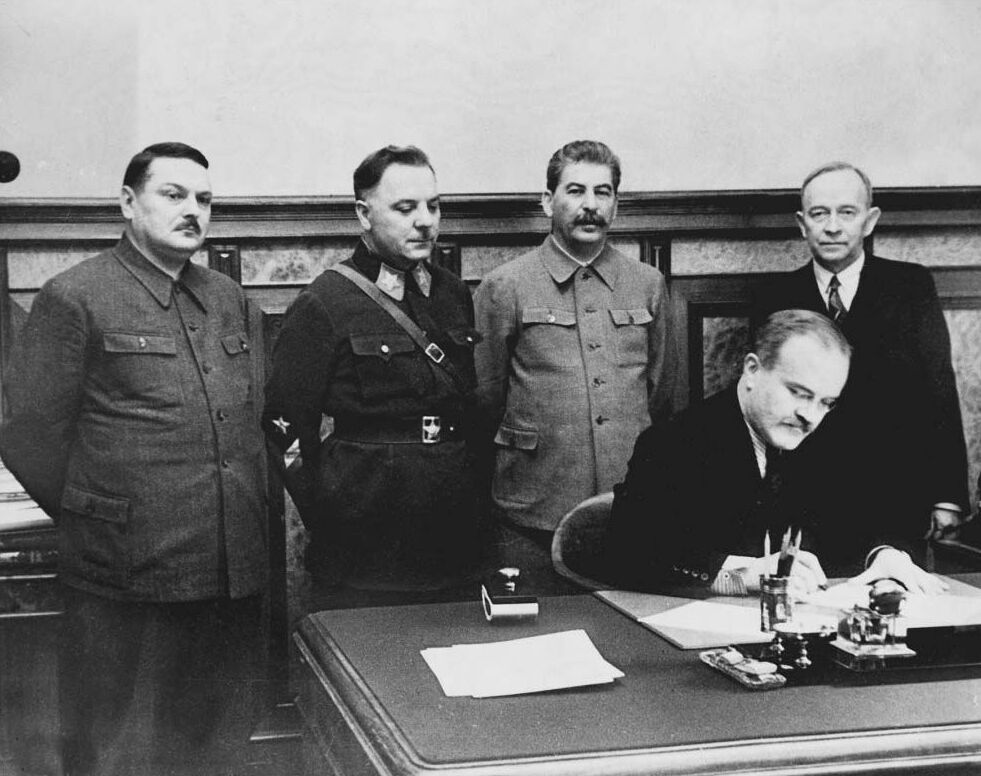
Podpisanie układu o uznaniu przez ZSRR Fińskiej Republiki Demokratycznej za jedyne państwo fińskie. 1 grudnia 1939 Moskwa. Podpisuje Wiaczesław Mołotow, z prawej stoi Otto Kuusinen

Wojna zimowa była konsekwencją dążenia ZSRR do wykonania klauzul tajnego protokołu do paktu Ribbentrop-Mołotow z 23 sierpnia 1939, w którym III Rzesza uznała za strefę wpływów ZSRR terytorium państw bałtyckich, Finlandii i połowę terytorium Polski i jednoczesnej odmowy Finlandii podporządkowania się sformułowanym ultymatywnie żądaniom ZSRR, naruszającym integralność terytorialną i zagrażających suwerenności i neutralności Finlandii.
Od 1809 do 1917 Finlandia była częścią Imperium Rosyjskiego jako Wielkie Księstwo Finlandii.
Po I wojnie światowej w konsekwencji traktatu granicznego pomiędzy Finlandią a RFSRR granica fińsko-radziecka przebiegała zgodnie z tradycyjną (od 1812) wschodnią granicą Wielkiego Księstwa Finlandii i obejmowała wyłącznie fińskie tereny etniczne. Znajdowała się 32 km od granic Leningradu, który był bardzo ważnym ośrodkiem ZSRR ze względu na przemysł i potencjał ludnościowy. Finlandia po stłumieniu rewolucji komunistycznej na swoim terytorium nie uczestniczyła w wojnie domowej w Rosji, ani nie zgodziła się na wykorzystanie swego terytorium przez siły białych przeciw bolszewikom, co wobec jej strategicznego położenia mogłoby wywrzeć decydujący wpływ na losy wojny domowej. W okresie międzywojennym Finlandia była krajem neutralnym, związanym politycznie z Grupą Państw Nordyckich – tj. Szwecją, Norwegią, Danią – neutralnymi krajami skandynawskimi.
Dla motywów działania władz ZSRR kluczowy wydaje się fakt, że Finlandia i państwa bałtyckie były częścią Rosji przez więcej niż cztery pokolenia i dla działaczy partii bolszewickiej naturalne było traktowanie tych krajów jako części Rosji lub w najlepszym wypadku jako jej „zależnych prowincji”. Fakt, że państwa te, podobnie jak Polska, uzyskały niepodległość po I wojnie światowej, był traktowany przez ZSRR jako wymuszona rezygnacja z części „naturalnego” terytorium Rosji. Natomiast powrót do granic Imperium Rosyjskiego był dla przywódców sowieckich doby stalinizmu tylko kwestią czasu i uzyskania przez ZSRR rozstrzygającej przewagi militarnej w regionie.
Silne więzy pomiędzy Finlandią a Niemcami zostały zapoczątkowane pomocą niemiecką w czasie wojny domowej przeciw komunistom (Niemcy szkolili m.in. strzelców fińskich, także regularne wojska niemieckie odegrały dużą rolę w fińskiej wojnie domowej). Tylko porażka Niemiec w wojnie zapobiegła utworzeniu zależnej od nich monarchii z Fryderykiem Karolem Heskim jako królem Finlandii. Po zakończeniu I wojny światowej związki niemiecko-fińskie były w dalszym ciągu bliskie. Wobec jednoznacznych postanowień paktu Ribbentrop-Mołotow była to jednak jesienią 1939 kwestia bez znaczenia politycznego.
Finlandia wielokrotnie otrzymywała od połowy lat trzydziestych XX w. sowieckie propozycje współpracy wojskowej i „mniejszych” korekt linii granicznej. Główna obawa ZSRR wiązała się z możliwością uderzenia Niemiec z terytorium Finlandii i państw bałtyckich na Leningrad. Wobec zdecydowanej przewagi sowieckiej Floty Bałtyckiej nad Kriegsmarine na Bałtyku (zwłaszcza w rejonie Zatoki Fińskiej) był to jedynie argument dyplomatyczny i propagandowy. Finlandia uznawała propozycje ZSRR za nie do przyjęcia, w szczególności były one sprzeczne z deklarowaną przez rząd tego kraju neutralnością i dążyły do cesji terenów już ufortyfikowanych, które miały chronić przed agresją ze wschodu.
Finlandia była krajem demokratycznym, w którym przez wiele lat rząd formowała (lub w nim współuczestniczyła) Socjaldemokratyczna Partia Finlandii ze swym przywódcą (premierem 1926-1927) Väinö Tannerem.
W 1932 r. ZSRR podpisał pakt o nieagresji z Finlandią (równolegle do analogicznego układu z Polską). W 1934 r. na mocy porozumienia przedłużono go na 10 lat. Oba układy zostały jednostronnie zerwane przez ZSRR jesienią 1939. W kwietniu 1938 rząd ZSRR rozpoczął negocjacje dyplomatyczne z rządem fińskim, mające na celu związanie Finów paktem obronnym przeciwko Niemcom. Wobec faktu, że elementami propozycji sowieckiej były cesja przez Finlandię ufortyfikowanego terytorium na Przesmyku Karelskim i odstąpienie od jej neutralności, dalsze rozmowy były bezprzedmiotowe.
Po symbolicznym zakończeniu wielkiej czystki poprzez XVIII Zjazd WKP(b) w marcu 1939 (co Stalin uważał za niezbędną konsolidację zaplecza rewolucji) ZSRR rozpoczął epokę aktywnej polityki zagranicznej i zagranicznej ekspansji poprzez tzw. marsze wyzwoleńcze – tj. z użyciem sił Armii Czerwonej. 19 sierpnia 1939 Biuro Polityczne WKP(b) podjęło decyzję o zawarciu układu z III Rzeszą, sformalizowanego 23 sierpnia 1939 i umożliwiającego Niemcom izolację Polski i rozpoczęcie wojny. Pokonanie militarne Polski było warunkiem wstępnym ekspansji terytorialnej ZSRR wobec pozostałych krajów regionu. Między III Rzeszą a ZSRR 23 sierpnia 1939 podpisany został tzw. pakt Ribbentrop-Mołotow. Tajny protokół do paktu zawierał postanowienia o podziale Europy Środkowej pomiędzy dwóch jego sygnatariuszy. Finlandia, która znalazła się w strefie wpływów przeznaczonej dla ZSRR, nie zamierzała się z tym pogodzić.
Po niemieckiej i sowieckiej agresji na Polskę, w zawartym w Moskwie 28 września 1939 r. pakcie o granicach i przyjaźni III Rzesza i ZSRR dokonały wytyczenia granicy na terytorium Rzeczypospolitej i ostatecznego podziału stref wpływów w Europie Środkowo-Wschodniej. Bezzwłocznie po podpisaniu paktu ZSRR zwrócił się do Litwy, Łotwy i Estonii z żądaniem zawarcia umów przewidujących wprowadzenie Armii Czerwonej na terytorium trzech państw bałtyckich i utworzenie na ich terytorium sowieckich baz wojskowych. Wobec przytłaczającej przewagi Armii Czerwonej kraje bałtyckie przyjęły ultymatywne warunki ZSRR, zawierając na przełomie września i października 1939 żądane układy. Analogiczne żądania zostały wysunięte przez rząd ZSRR wobec Finlandii.
12 października 1939 ZSRR wystąpił z ostatecznym żądaniem przesunięcia granicy fińsko-radzieckiej o 25 km na północny zachód od istniejącej linii granicznej – czyli cesji przez Finlandię swego terytorium wraz z fortyfikacjami linii Mannerheima. Żądano także wydzierżawienia półwyspu Hanko dla ZSRR na 30 lat w celu utworzenia tam bazy dla marynarki sowieckiej. W zamian „zaoferowano” dwa razy większy obszar Karelii (słabo rozwiniętej i zaludnionej tajgi). ZSRR żądał również demontażu fortyfikacji linii Mannerheima.
Rząd fiński, w przeciwieństwie do rządów krajów bałtyckich odmówił spełnienia sowieckiego ultimatum. 26 listopada artyleria Armii Czerwonej ostrzelała Mainilę – wioskę na terytorium ZSRR, następnie rząd sowiecki ogłosił, że to artyleria fińska dokonała tego wrogiego aktu, w wyniku czego życie straciło wielu żołnierzy radzieckich. ZSRR domagał się od Finów przeprosin za incydent i odsunięcia oddziałów wojskowych od granicy 20–25 km na zachód (czyli opuszczenia fortyfikacji). Finowie zaprzeczyli, jakoby ponosili jakąkolwiek odpowiedzialność za wydarzenia w Mainili (już wcześniej wycofano z tego rejonu artylerię, aby zapobiec tego typu incydentom) i całkowicie odrzucili żądania. Odmowa została potraktowana przez Stalina jako pretekst do wypowiedzenia paktu o nieagresji z Finlandią. Jest prawdopodobne, że Stalin posiadał jedynie informacje jednostronnie przedstawiane przez nielegalnie wtedy działającą fińską partię komunistyczną, które były układane tak, aby zachować „polityczną poprawność”, lub też nieprecyzyjne (lub zlekceważone) zostały doniesienia cywilnego i wojskowego wywiadu ZSRR (INO NKWD i Razwiedupra), osłabionych czystkami lat 1937–1939. Gdy podczas trwania wojny wyszło na jaw, że Finlandia potrafi się skutecznie przeciwstawić Armii Czerwonej przez trzy miesiące, Stalin uświadomił sobie – po fakcie – jak zaniżona była jego ocena możliwości obronnych Finlandii.

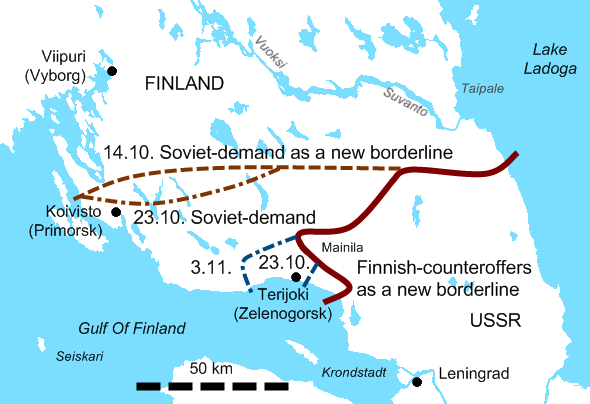
Sowieckie żądania terytorialne wobec Finlandii w Przesmyku Karelskim i kontrpropozycja strony fińskiej
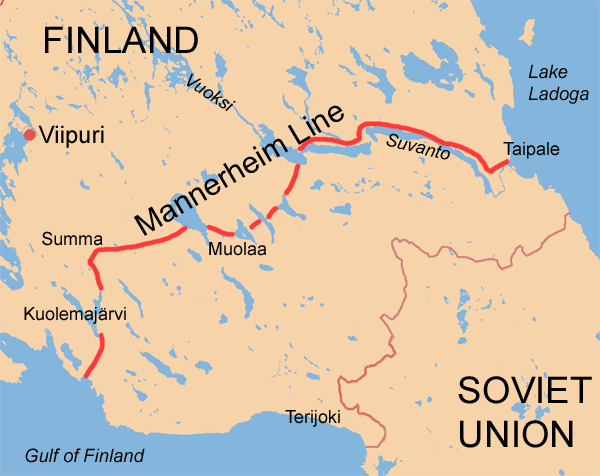
Przebieg umocnień linii Mannerheima. Linia graniczna sowieckiego ultimatum terytorialnego przecinała fortyfikacje
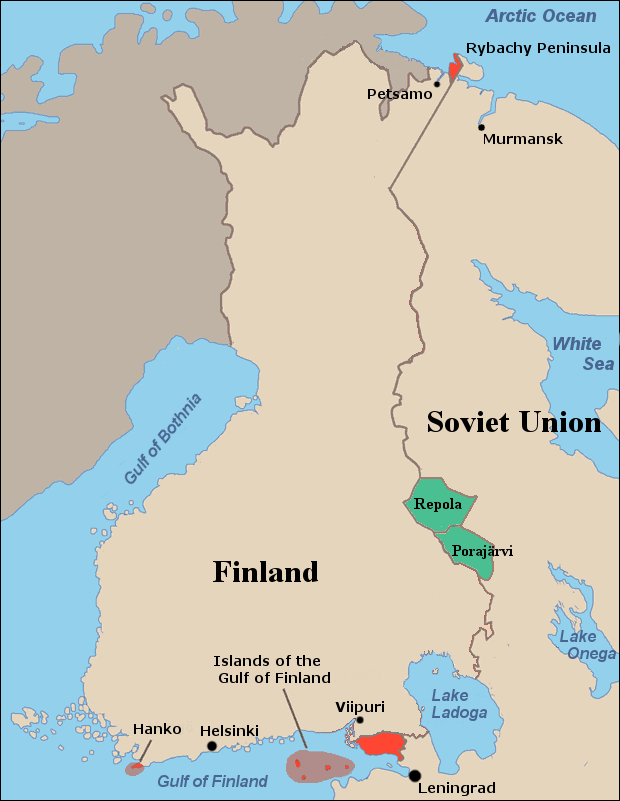
Pełne sowieckie żądania terytorialne wobec Finlandii X. 1939
Sowiecka mapa (grudzień 1939) tzw. Fińskiej Republiki Demokratycznej, państwa marionetkowego powołanego przez ZSRR z chwilą wybuchu wojny zimowej
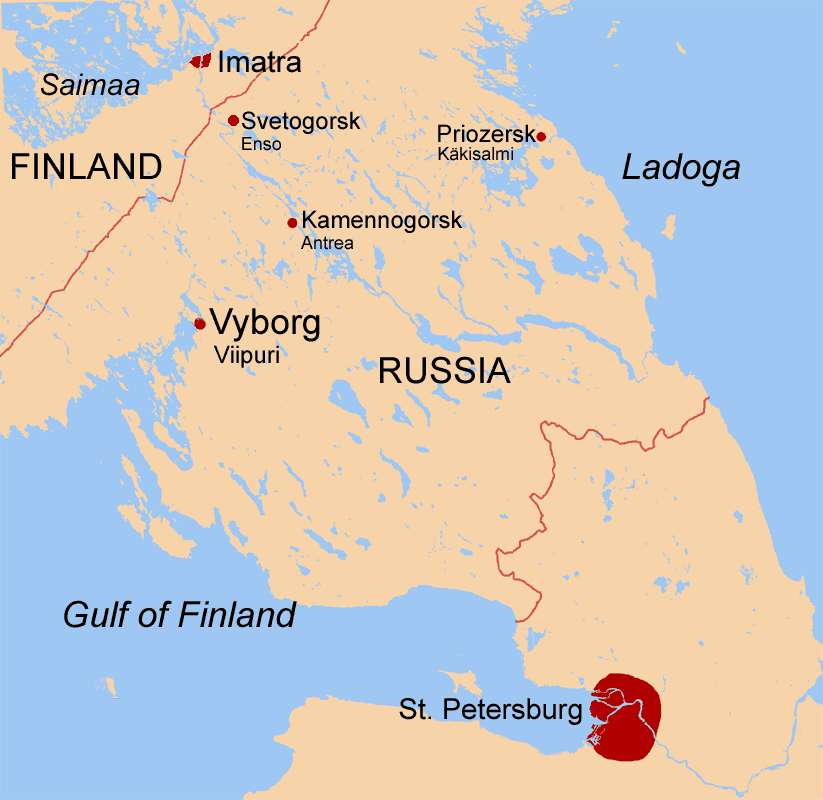
Granica sowiecko-fińska na Przesmyku Karelskim przed wybuchem wojny i po jej zakończeniu
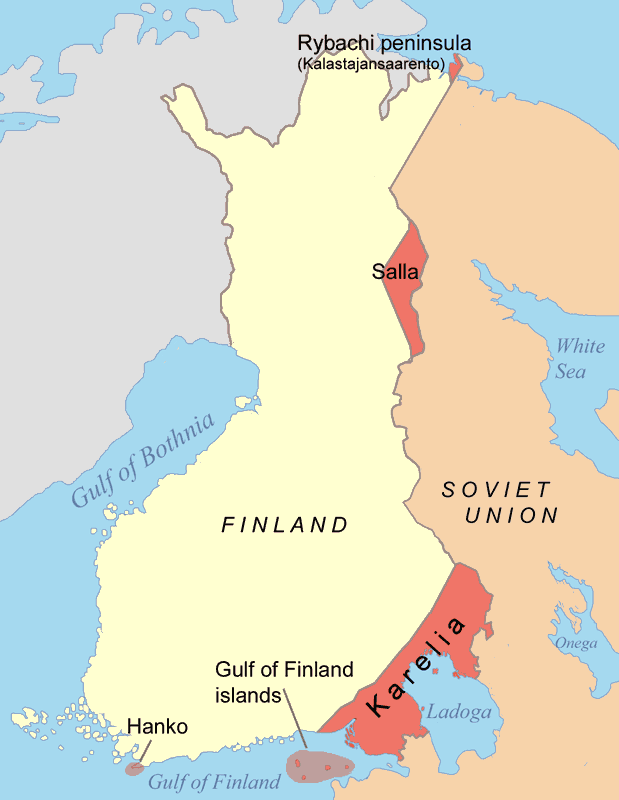
Terytoria utracone przez Finlandię na rzecz ZSRR na mocy traktatu moskiewskiego w 1940(inne języki)

## Przygotowanie obu stron do wojny

### Finlandia

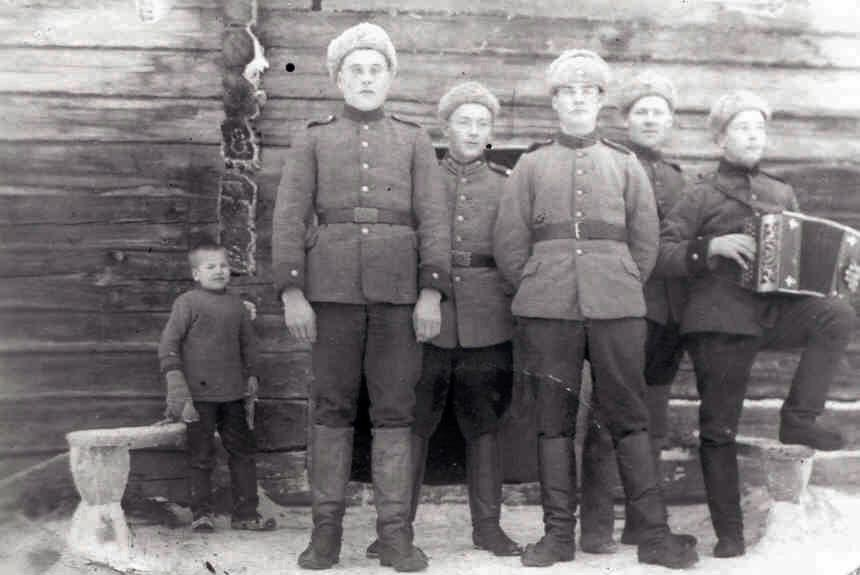
Żołnierze fińscy

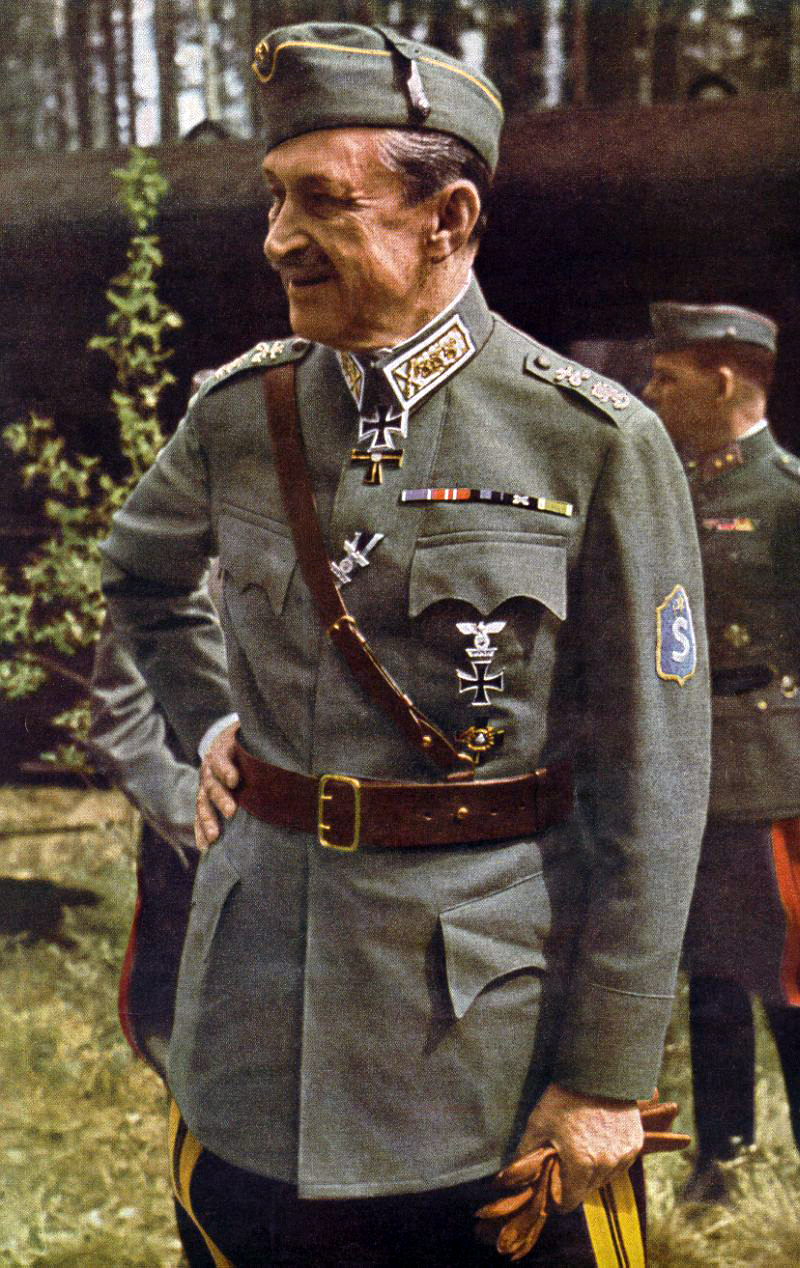
Marszałek Carl Gustaf Mannerheim, głównodowodzący armią fińską

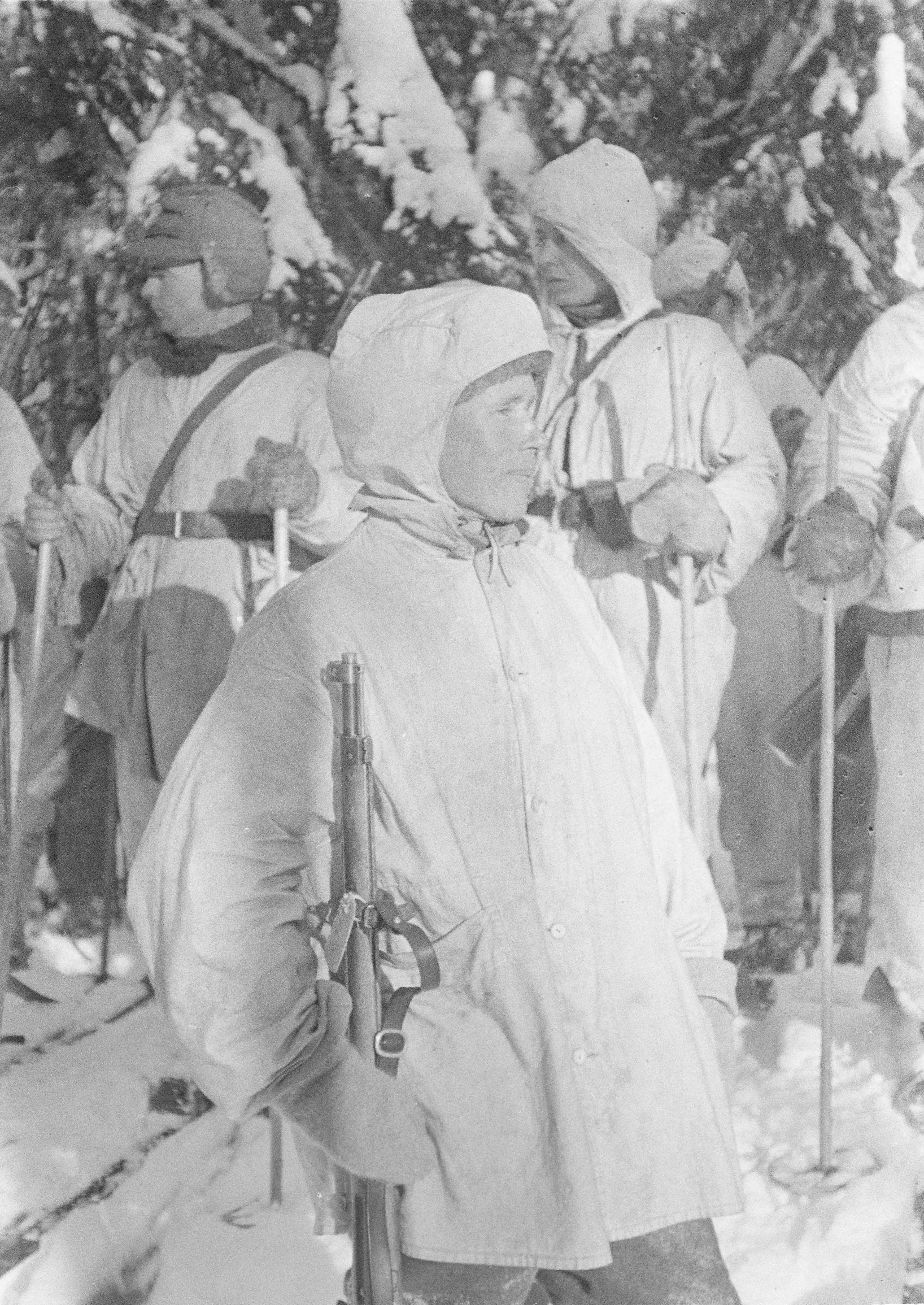
Fiński strzelec wyborowy Simo Häyhä

Pomiędzy 1932 a 1934 Finlandia utworzyła nowy system mobilizacyjny, oparty na organizacji regionalnej (a ściślej na obwodach wojskowych). Miało to na celu przede wszystkim przyśpieszenie mobilizacji. Nowych rezerwistów szkolono w specjalnie utworzonych do tego centrach szkolenia. Ponadto oddziały składały się z żołnierzy pochodzących z tego samego terenu, co przyczyniało się do podniesienia morale panującego w oddziałach. Bardzo ważną częścią narodowego systemu obrony była Gwardia Obywatelska (fiń. Suojeluskunnat). Składała się ona z ochotników, których liczba przy końcu 1938 r. wynosiła 111 493 członków (przeważnie lepiej wyszkolonych od reszty rezerwistów ze względu na częste ćwiczenia organizowane w jej ramach). Kobiety były zorganizowane w Lotta Svard – organizację kobiecej służby pomocniczej. Kobiety szkolono w zadaniach takich jak: służba zdrowia, administracja wojskowa, obrona przeciwlotnicza i przeciwchemiczna. Organizacja liczyła około 100 tysięcy członkiń.
Ograniczone środki finansowe na obronność wpływały na liczebność fińskiej armii i jej plany mobilizacyjne. W ocenie przewodniczącego Rady Obrony, marszałka polnego Mannerheima, nawet znacznie zwiększone wydatki – w ramach sześcioletniego planu rozbudowy sił zbrojnych 1939–1944 – były niewystarczające. Wojsko fińskie w przededniu działań wojennych liczyło ogółem około 34 tysięcy ludzi, z czego blisko 29 tys. przypadało na wojska lądowe, a po 2,5 tys. na lotnictwo i marynarkę wojenną. W skład wojsk lądowych wchodziły: dowództwo korpusu, trzy dowództwa dywizji, liczące łącznie dziewięć pułków piechoty, cztery bataliony strzelców, dwupułkowa brygada kawalerii, pułk saperów, pułk taborów oraz jednostki artyleryjskie złożone z czterech pułków artylerii polowej, trzech pułków artylerii nadbrzeżnej i pułku artylerii przeciwlotniczej. W końcu listopada 1939 roku oddziały artyleryjskie dysponowały łącznie 599 działami, w tym 397 lekkimi oraz 202 ciężkimi (o kalibrze ponad 100 mm). Oprócz tego 50 dział polowych używała artyleria nadbrzeżna.
Czołgi i samochody pancerne zgrupowane były w dwóch kompaniach (w skład których wchodziło 50 przestarzałych czołgów typu FT-17 oraz 30 w miarę nowych, ale nie uzbrojonych czołgów Vickers). Ponadto istniał korpus ochrony granicy (dowódca generał major Wiljo Tuompo), liczący około 6 tys. żołnierzy. Kadra armii liczyła 4,8 tys. ludzi, w tym 1,8 tys. oficerów. Jeżeli chodzi o broń ręczną to na dzień 30 listopada 1939 r. armia fińska posiadała 344 tys. karabinów powtarzalnych, 22 tys. sztuk krótkiej broni, 6 tys. pistoletów maszynowych, 4 tys. lekkich karabinów maszynowych, 2,4 tys. ciężkich karabinów maszynowych. Podstawową bronią żołnierza fińskiego był zmodernizowany rosyjski karabin Mosina kaliber 7,62 mm., w wersjach: M-27, M-28-30 i M-39. Ponadto dysponowano 112 działkami przeciwpancernymi oraz 360 moździerzami kaliber 81 mm. Jeżeli chodzi o artylerię, to 30 października 1939 r. Finowie mieli: 397 armat (kal. 15–90 mm), 11 armat (kal. 105–122 mm), 90 armat (150–155 mm), 68 haubic (105–122 mm) i 33 haubice (150–155 mm). W skład obrony przeciwlotniczej przed rozpoczęciem wojny wchodziło: 70 ckm-ów na podstawach przeciwlotniczych, 34 działa przeciwlotnicze (kal. 20 mm), 52 działa Bofors (40 mm) i 36 dział Bofors (kal. 76 mm). Poważną wadą armii fińskiej była słabo rozwinięta łączność, co dało o sobie znać w trakcie działań.
Marynarka wojenna miała trzydzieści cztery jednostki pływające, w tym dwa pancerniki obrony wybrzeża „Ilmarinen” (z 1934 roku) i „Väinämöinen” (z 1932 roku) o wyporności 3,9 tys. ton, trzy torpedowce, w tym jeden nowoczesny, pięć okrętów podwodnych, kilka kanonierek i stawiaczy min i okręt szkolny Suomen Joutsen. W jej skład wchodziła także licząca dziesięć kutrów Flotylla Ładoska. Trzy pułki i dwa samodzielne dywizjony artylerii nadbrzeżnej liczyły 291 dział kalibru od 100 do 305 mm. Ze względu na zamarzanie Bałtyku od listopada do marca, działania morskie były bardzo ograniczone. Artyleria wybrzeża odegrała dużą rolę w starciach, powstrzymując często ataki Armii Czerwonej przeprowadzane po skutej lodem wodzie.
Lotnictwo składało się z trzech pułków: lotnictwa mieszanego (pięć eskadr i jeden klucz), lotnictwa myśliwskiego (dwie eskadry) i lotnictwa bombowego (dwie eskadry), i wyposażone było w blisko 160 samolotów, w większości już odstających od nowoczesnych konstrukcji. Z tej liczby zdolnych do użycia było około 70 proc., w tym 46 myśliwców i 14 bombowców. Bazowały one na sześciu lotniskach. Brak środków spowodował ograniczenie lotów ćwiczebnych do około dziesięciu godzin miesięcznie.
Transport w armii fińskiej w czasie wojny stanowiły głównie konie, zaprzęgane do sań (w czasie mobilizacji zarekwirowano ok. 60 tys. koni, ponieważ armia posiadała jedynie 4 tys. sztuk). Były one zorganizowane w kompanie transportowe, tzw. kuormastokomppania, w liczbie 77. Ponadto do dyspozycji wojska pozostawało ok. 6,4 tys. różnego rodzaju pojazdów mechanicznych (z których 4,4 tys. to ciężarówki).

### ZSRR

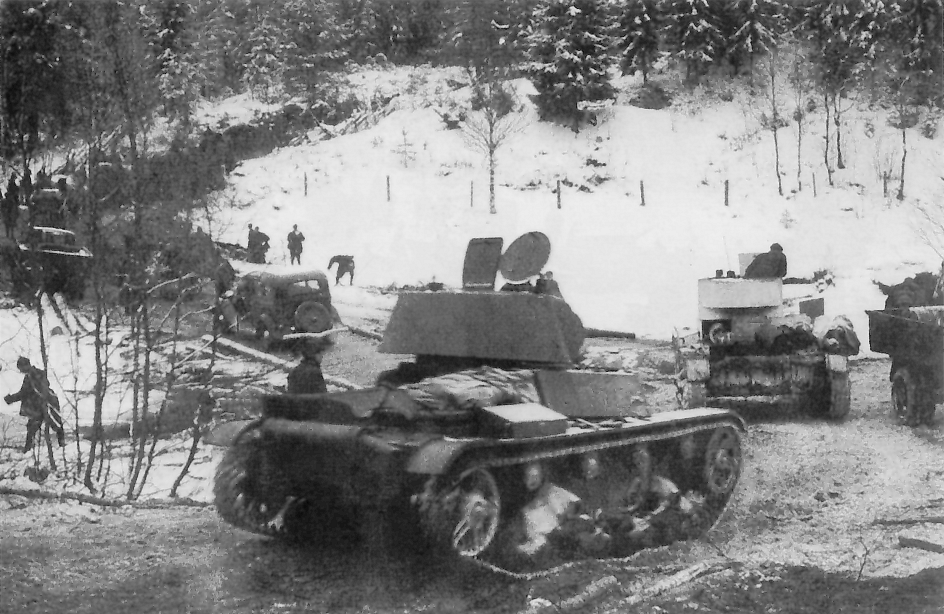
Czołgi lekkie T-26 sowieckiej 7 Armii podczas natarcia przez Przesmyk Karelski, 2 grudnia 1939

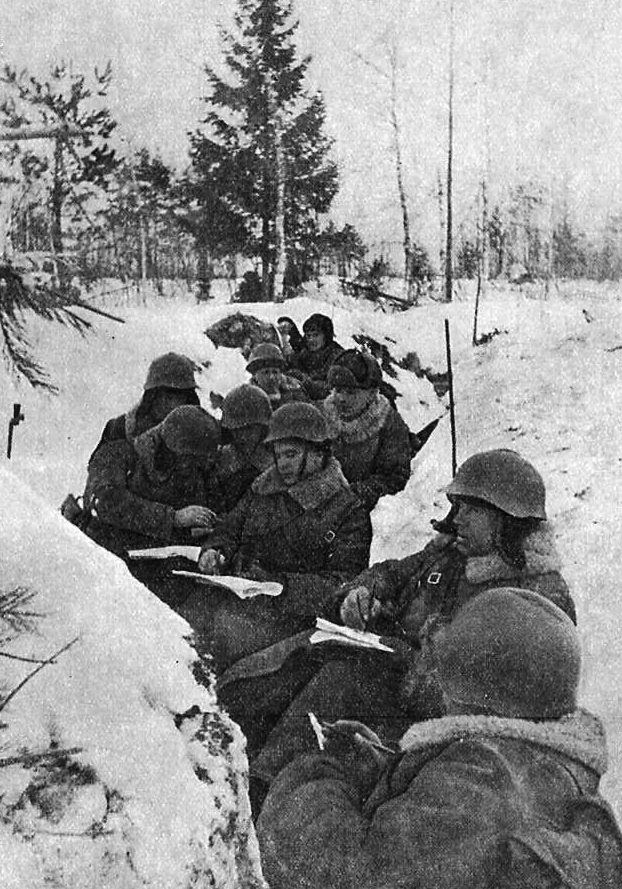
Żołnierze Armii Czerwonej w okopach, widoczny brak umundurowania maskującego

Finlandia miała za przeciwnika mocarstwo, które od dziesięciu lat intensywnie się zbroiło. W państwie o powierzchni 21,7 mln km², liczącym w 1939 roku 171 mln ludności, znajdowało się pod bronią przeszło 2,5 mln ludzi, a w kilkunastu okręgach wojskowych, na które kraj był podzielony, było trzydzieści pięć korpusów piechoty, siedem korpusów kawalerii i cztery korpusy pancerne. W wojskach pancernych w 1939 roku znajdowały się ponadto dwadzieścia cztery samodzielne lekkie brygady pancerne, cztery ciężkie brygady pancerne i trzy brygady czołgów – miotaczy płomieni. Każda lekka brygada pancerna miała 295 czołgów typu BT (ros. bystrochodnyj tank – szybki czołg) i T-26, a ciężka – 139 czołgów T-28 i T-35.
W dwóch pięcioletnich planach gospodarczych 1928-1932 i 1933-1937 pierwszeństwo uzyskał przemysł zbrojeniowy. W wyniku tego i intensywnej rozbudowy oraz przeprowadzonych prac konstruktorskich szybko wzrastała produkcja uzbrojenia.
W styczniu 1939 roku Armia Czerwona miała 56 tysięcy dział i moździerzy, 15 tys. czołgów i 8 tys. samolotów. Niektóre wzory uzbrojenia ustępowały wprawdzie najnowszym zdobyczom techniki (zwłaszcza w lotnictwie), lecz w licznych biurach konstruktorskich powstawały wciąż nowe modele. Uzbrojenie radzieckie, wbrew powszechnemu mniemaniu, nie odbiegało tak bardzo od poziomu techniki uzbrojenia i sprzętu w Europie i na świecie. Jak w każdym państwie istniały modele nowsze i starsze, ale nawet hitlerowskie Niemcy nie miały tak rozbudowanej bazy naukowej, przygotowującej nowe wzory sprzętu pancernego, artyleryjskiego, lotniczego i nowe typy okrętów, zwłaszcza podwodnych. W sprzęcie pancernym, którego produkcję ZSRR rozwinął na masową skalę w latach trzydziestych, dominowały czołgi lekkie, zwłaszcza czołg BT. Wyprodukowano pięć jego wersji, różniących się ciężarem, grubością pancerza, kalibrem działa, liczbą karabinów maszynowych, prędkością, zasięgiem i liczbą członków załogi. Dwie wersje: dwunastoipółtonowy BT-5 i czternastotonowy BT-7, których produkcja przekroczyła 10 tysięcy sztuk, były najbardziej rozpowszechnione w Armii Czerwonej aż do pierwszych miesięcy wojny z Niemcami. Były one głównie przeznaczone do działań ofensywnych, zwłaszcza do głębokich wypadów po równych szosach zachodniej Europy. Mogły osiągać prędkość do 86 km/godz., co i w obecnych czasach jest dużym osiągnięciem. Taką prędkość osiągano po zrzuceniu gąsienic i przestawieniu czołgu na trakcję kołową. Obok lekkich, dziewięciotonowych czołgów T-26, Armia Czerwona była wyposażona w dwudziestoośmiotonowe czołgi średnie T-28 z armatą 76,2 mm oraz czterdziestopięciotonowe czołgi ciężkie T-35 z haubicą 76,2 mm i dwiema armatami 45 mm. Pewną nowością w armii radzieckiej, która nie znalazła wówczas naśladownictwa w innych armiach europejskich, były czołgi amfibie. Związek Radziecki w zakresie produkcji broni pancernej pozostał wiodącym krajem aż do końca II wojny światowej, do czego w szczególności przyczynił się model czołgu średniego T-34.

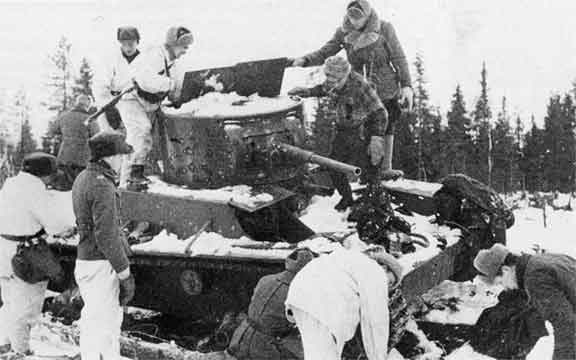
Zniszczony czołg radziecki – T-26

Głównym mankamentem Armii Czerwonej było lotnictwo, które było wprawdzie duże liczebnie, ale w zakresie rozwiązań konstrukcyjnych odbiegało od lotnictw brytyjskiego czy niemieckiego. Główne samoloty myśliwskie I-16, tzw. iszaki, pamiętały jeszcze czasy wojny domowej w Hiszpanii, były wprawdzie zwrotne i silnie uzbrojone, ale stosunkowo wolne jak na ówczesne czasy. Natomiast nowocześniejsze konstrukcje, takie jak: „latający czołg” Ił-2 czy myśliwiec Jak-1, na przełomie 1939 i 1940 r. wchodziły dopiero w fazę testów.
Oprócz ogromnej dysproporcji w siłach lądowych na korzyść Związku Radzieckiego przemawiała także duża przewaga w siłach morskich, Flota Bałtycka, która miała wspierać działania na Przesmyku Karelskim była najsilniejszym związkiem taktycznym z czterech flot marynarki wojennej ZSRR. W jej skład wchodziły 2 okręty liniowe, 2 ciężkie krążowniki, 26 niszczycieli, 65 okrętów podwodnych i 500 samolotów lotnictwa morskiego.
Sytuację strategiczną Finlandii pogarszały także wprowadzenie na terytorium Estonii wojsk Armii Czerwonej, równych co do liczebności armii estońskiej (w konsekwencji ustaleń tajnego protokołu do paktu Ribbentrop-Mołotow, na mocy narzuconego Estonii przez ZSRR w październiku 1939 układu) i stacjonowanie okrętów sowieckiej marynarki wojennej w portach estońskich. Oprócz tego w okolicach Murmańska i Archangielska stacjonowała Flota Północna.
Przeciwko Finlandii wydzielono ogółem dwadzieścia dywizji piechoty, jeden korpus i pięć brygad pancernych oraz liczne samodzielne oddziały i pododdziały artylerii, saperów i łączności. Radzieckie plany zakładały ofensywne działania na lądzie wzdłuż całej 1600-kilometrowej granicy.

## Wybuch wojny

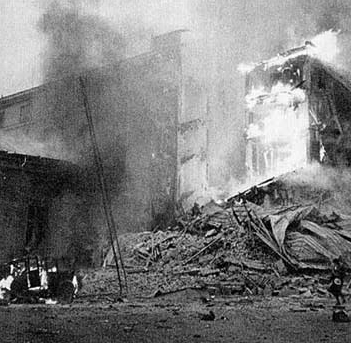
Helsinki zbombardowane przez lotnictwo sowieckie 30 listopada 1939

30 listopada 1939 (bez wypowiedzenia wojny) ZSRR dokonał agresji zbrojnej na Finlandię siłami 23 dywizji (450 tys. ludzi), które szybko osiągnęły linię Mannerheima. Agresja rozpoczęła się od bombardowania Helsinek, Viipuri i pięćdziesięciu innych miast fińskich przez lotnictwo sowieckie (Wojenno-Wozdusznyje Siły), ze zniszczeniami i stratami wśród ludności cywilnej. Szczególnie bombowce DB-3 lotnictwa morskiego Floty Bałtyckiej dokonały nalotu na port w Helsinkach, lecz z uwagi na złą widoczność i słabe wyszkolenie bomby upadły na dzielnice mieszkaniowe, zabijając 91 osób i raniąc około 240. Między 2 a 19 grudnia działania lotnictwa zostały wstrzymane z uwagi na pogodę, przy tym dowództwo radzieckie, z uwagi na negatywny efekt propagandowy, zakazało dalszych nalotów na miasta.
Równolegle do inwazji został utworzony przez ZSRR fiński rząd marionetkowy (składający się z przebywających w ZSRR fińskich komunistów). Jego istnienie ogłoszono 1 grudnia 1939 r. pod szyldem Fińskiej Republiki Demokratycznej w pierwszym okupowanym mieście na granicy – Terijoki, na jego czele stanął Otto Kuusinen. FRD obejmować miała połączone terytorium Finlandii i Karelskiej Autonomicznej SRR. Natychmiast stał się jedynym rządem fińskim uznawanym przez ZSRR i miał stanowić narzędzie do podboju i sowietyzacji kraju. ZSRR głosił, że nie prowadzi wojny z Finlandią, tylko udziela pomocy władzom Fińskiej Republiki Demokratycznej przeciw reakcyjnym oddziałom Mannerheima. Rząd marionetkowy Kuusienena miał też oddziaływać propagandowo na morale żołnierzy fińskich o przekonaniach komunistycznych. Socjaldemokratyczna Partia Finlandii była natomiast częścią koalicji rządowej w 1939, a jej przywódca, były premier Väinö Tanner – był ministrem spraw zagranicznych Finlandii w okresie wojny zimowej. Cele postawione przed rządem Kuusinena wobec fińskiego oporu nie zostały osiągnięte. Fińska Republika Demokratyczna istniała do 12 marca 1940 r., kiedy to wobec utraty racji bytu została włączona do Karelskiej Autonomicznej SRR, która 31 marca 1940 została przekształcona w Karelsko-Fińską SRR.

## Przebieg wojny

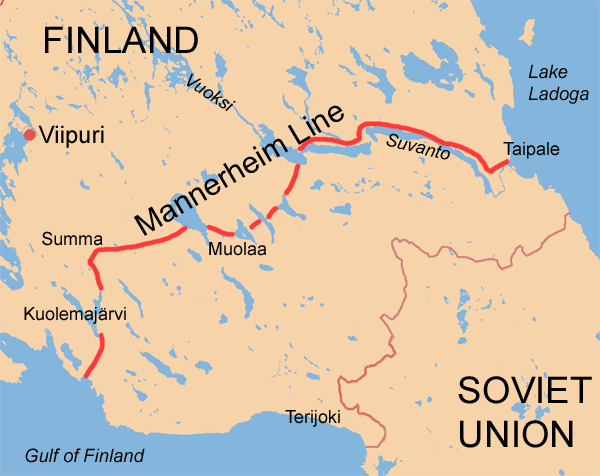
Linia Mannerheima

Armia Czerwona przekroczyła granicę na Przesmyku Karelskim 30 listopada 1939. Najpierw próbowano rozpoznać walką wysunięte umocnienia grupy „M”. Działania te zostały wstrzymane na dwa dni przez siły osłonowe, które musiały się wycofać, ponieważ obrona tworzona przez grupę „M” została przełamana, a grupa „U” została zagrożona okrążeniem i odcięciem. Od trzeciego do piątego dnia starć siły radzieckie próbowały się przedrzeć przez odcinek umocnień grupy „R” i pozostałości po grupie „M”. Dowództwo fińskie podjęło wtedy decyzję o wycofaniu oddziałów osłonowych na linię Mannerheima. Wojska radzieckie dotarły do niej 6. dnia, a na niektórych odcinkach, w wyniku działań opóźniających Finów, nawet 11. dnia (Finowie stracili ok. 100 ludzi). W początkowej fazie natarcia duże trudności w osiągnięciu jakichkolwiek postępów w terenie sprawiały Armii Czerwonej rozbudowane pola minowe oraz liczne pułapki i miny-fugasy. Trudności te potęgował jeszcze fakt, iż atakujący na początku nie posiadali wykrywaczy min, które zostały dostarczone na front dopiero kilkanaście dni po ataku. Nie lada zadaniem okazało się także wykrycie fińskich stanowisk ogniowych, które zostały doskonale zamaskowane i raziły swoim celnym ogniem z niewiadomych kierunków.

### Ofensywa grudniowa

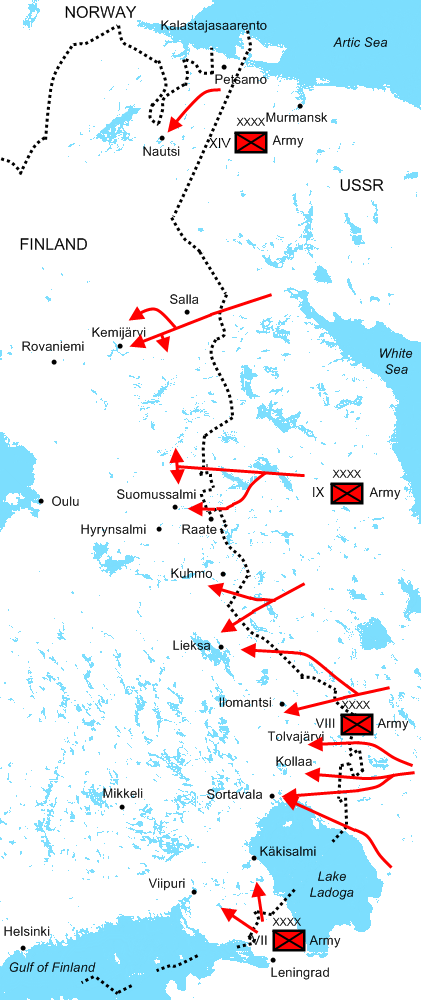
Kierunki ofensywy Armii Czerwonej w grudniu 1939

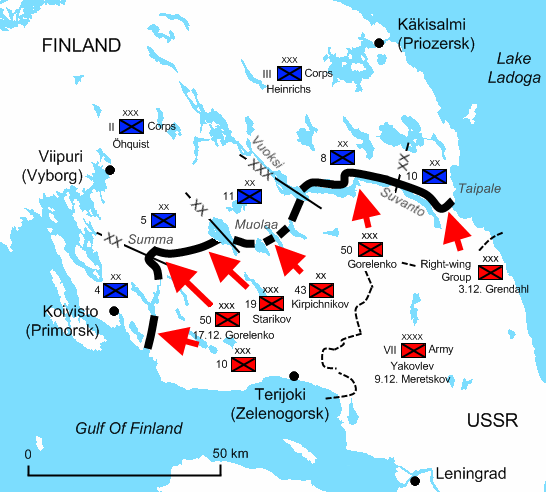
Przesmyk Karelski grudzień 1939. Linia Mannerheima oznaczona czarną linią

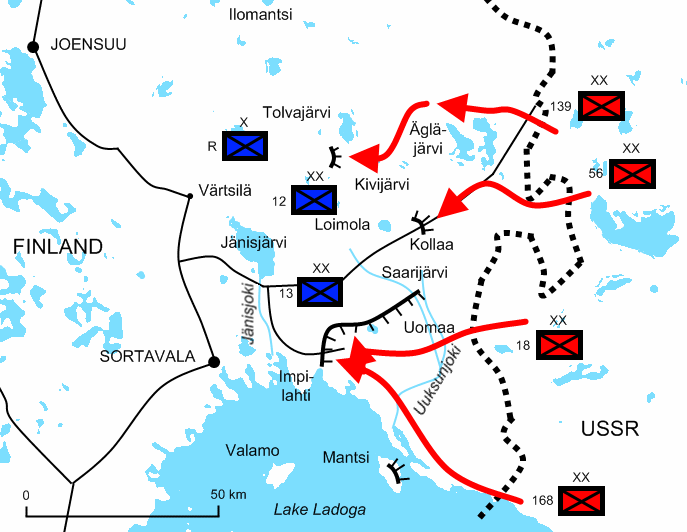
Bitwa w Karelii Ładoskiej, na północ od jeziora Ładoga. Natarcie 8 Armii sowieckiej zostało zatrzymane na linii fińskiej obrony 12 grudnia 1939

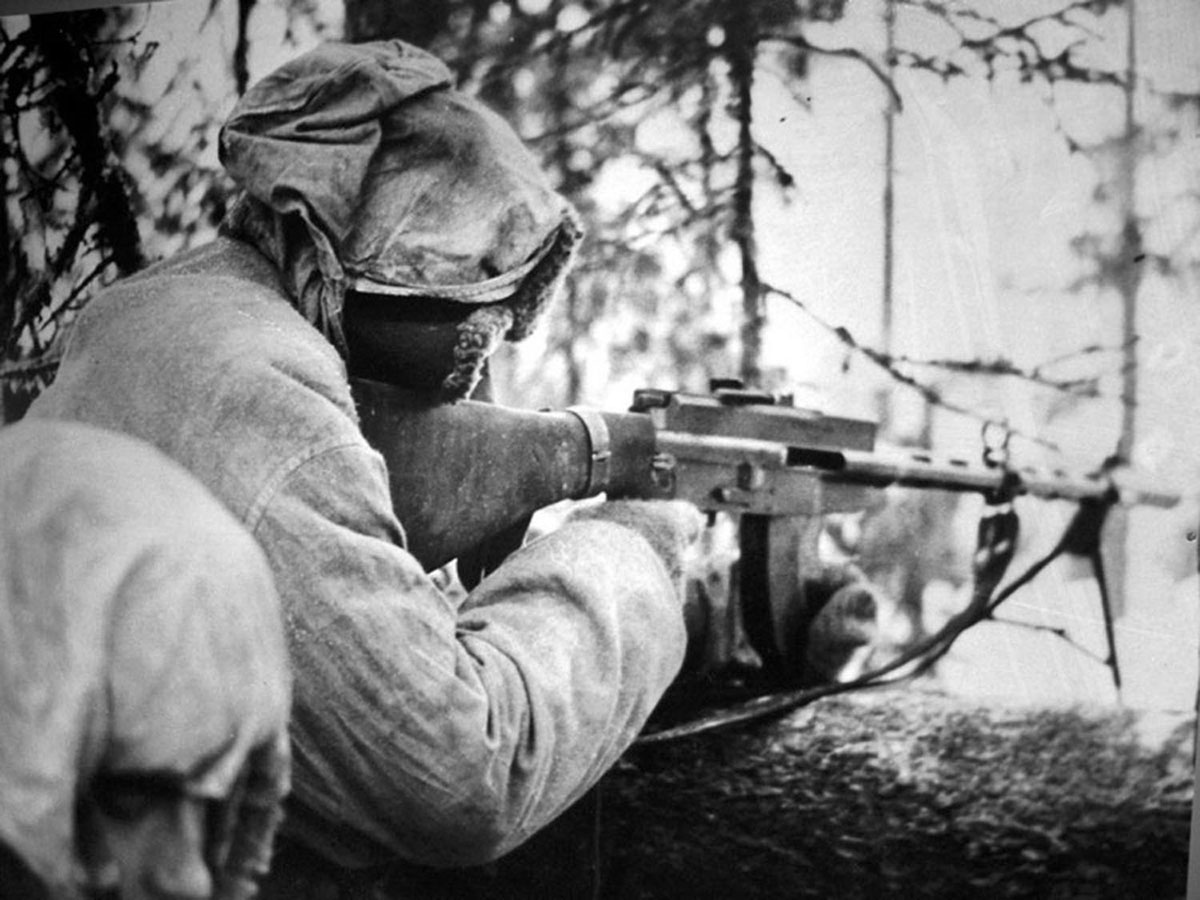
Fiński żołnierz z erkaemem Lahti-Saloranta M-26

6. i 7. dnia próbowano przełamać obronę fińską dwiema dywizjami piechoty i jedną brygadą pancerną. Artyleria fińska czyniła duże spustoszenia w szeregach nacierającej piechoty, której mimo tego udało się wedrzeć na pozycje fińskie. Następnego dnia jednak została ona wyparta. W dzień Bożego Narodzenia Sowieci próbowali zaatakować z prawego skrzydła, wykorzystując ciemności i śnieżną pogodę. Oddziałom tym udało się przekroczyć rzekę Vuoksi. Finowie w odpowiedzi przeprowadzili całą serię kontrataków od 26 do 28 grudnia i udało im się wyprzeć z powrotem zgrupowanie Armii Czerwonej. W rejonie Summa nastąpiło główne uderzenie, będące częścią radzieckiej ofensywy (przez teren ten prowadziła ważna droga do Viipuri i Helsinek).
Po intensywnym przygotowaniu artyleryjskim pojawiły się czołgi, które jednak zostały zatrzymane. W niektórych rejonach czołgom udało się osiągnąć pozycje fińskie, ale i tam po odwrocie wspierającej czołgi piechoty stały się one łatwym łupem, były niszczone m.in. za pomocą improwizowanej broni takiej jak koktajle Mołotowa i wiązki granatów. Po pierwszym dniu ponad 20 wozów zostało zniszczonych na obszarze Lähde. Następnego dnia główna oś ataku była skierowana właśnie w to miejsce. Tym razem uderzenie wspierało 70 czołgów. Niektóre z nich zostały zniszczone przez artylerię, która wyrządziła również duże szkody piechocie, co jednak nie zatrzymało ataku. Tego dnia Sowieci znów wdarli się na pozycje obrońców, ale tak jak poprzednio nie zdołali ich utrzymać. 19. dnia wioska Summa znów została zaatakowana, jednak czerwonoarmiści musieli się tu wycofać, tracąc jednocześnie 20 czołgów. Ofensywa grudniowa załamała się. Armia Czerwona straciła wielu żołnierzy oraz 52 czołgi w ciągu zaledwie 3 dni. Fińskie straty w 22. dniu walk wynosiły: 744 zabitych i 1225 rannych. Taki uszczerbek spowodował, że zagrożone zostały umocnienia i dlatego Mannerheim zdecydował się na ściągnięcie rezerw, które miały posłużyć do ewentualnej kontrofensywy.

### Kontrofensywa fińska
Nowo ściągnięte siły pozwoliły na rozpoczęcie 23. dnia kontrofensywy fińskiej w sile 5 dywizji – miały one okrążyć wojska radzieckie w rejonie Summa. Była to największa taka akcja w historii Finlandii. Zakończyła się jednak niepowodzeniem, a Finowie już pierwszego dnia musieli się wycofać na poprzednio zajmowane pozycje (było to spowodowane głównie zbyt słabym ostrzałem fińskiej artylerii oraz brakiem współpracy dowódców). Straty fińskie wyniosły 361 zabitych i 777 rannych.

### Sytuacja w rejonie jeziora Ładoga

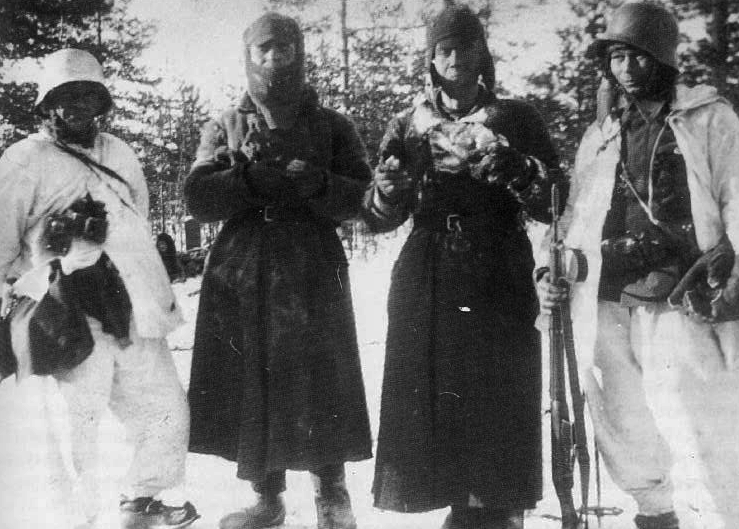
Radzieccy jeńcy wojenni

Na północnym brzegu jeziora Ładoga Armia Czerwona zaatakowała większymi siłami niż spodziewali się tego obrońcy. Cztery dywizje posuwały się głównymi drogami. Już 2 grudnia 13 dywizja fińska musiała opuścić swoją główną linię obrony w Tulemajoki, a na południe od Suojärvi niektóre oddziały fińskie znajdowały się w odwrocie. Tego samego dnia dowództwo nakazało kontratak wzdłuż drogi Loimola-Suojärvi. Uderzenie zakończyło się fiaskiem, a Finowie zatrzymali się na linii rzeki Kollaa, gdzie dopiero udało im się zatrzymać postępy wojsk radzieckich. Te niepowodzenia spowodowały odwołanie gen. majora Juho Heskainena i zastąpienie go gen. mjr. Woldemarem Hägglundem. Na drodze do Tolvajärvi wróg atakował linie fińskie wzdłuż Aittojoki, niektóre oddziały musiały się wycofać (gdzieniegdzie zapanowała panika). 5. dnia czerwonoarmiści uderzyli na Ägläjärvi i odnieśli tam całkowity sukces, zmuszając obrońców do odwrotu.
Sukcesy Armii Czerwonej na tym odcinku frontu otwarły jej drogę na tyły obrońców obsadzonych na linii Kollaa. Na północ od Tolvajärvi nieprzyjaciel przedarł się przez pozycje obronne i szybko posuwał się do przodu. 6. dnia oddziałom tym udało się znaleźć w odległości 10 km od Ilomantsi, które było ważnym węzłem drogowym i bramą do serca Finlandii. Ta dramatyczna sytuacja zmusiła Mannerheima do wydzielenia ze swych szczupłych sił pewnych rezerw i odesłania ich na zagrożony odcinek frontu. Oddziały te otrzymały rozkaz zniszczenia nieprzyjaciela w pobliżu Ilomantsi, a następnie udania się do Suojärvi i jego zdobycia.
Mimo tych wysiłków Armia Czerwona w dalszym ciągu parła niepowstrzymana. Wojska fińskie były już w stanie graniczącym z paniką. Zdecydowano się na natychmiastowy kontratak w celu podniesienia morale. W sile dwóch kompanii płk Aaro Pajari posuwał się wokół południowej części Tolvajärvi. Poprzez zamarznięte jezioro poprowadził atak na żołnierzy sowieckich przebywających w Kivisalmi i pokonał ich. To zwycięstwo bardzo ożywiło armię fińską i wniosło w nią nowego ducha. Sowiecka 139 dywizja nie została jednak całkowicie zniszczona i następnego dnia podjęła akcje zaczepne, dążąc do okrążenia obrońców. Na północ od jeziora Tolvajärvi czerwonoarmiści napotkali fińskie tabory zaopatrzeniowe i zagrozili tyłom. Płk Pajari po powrocie z narady dowódczej zebrał 100 ludzi i uderzył na te oddziały. Później z pomocą przyszły inne jednostki fińskie.

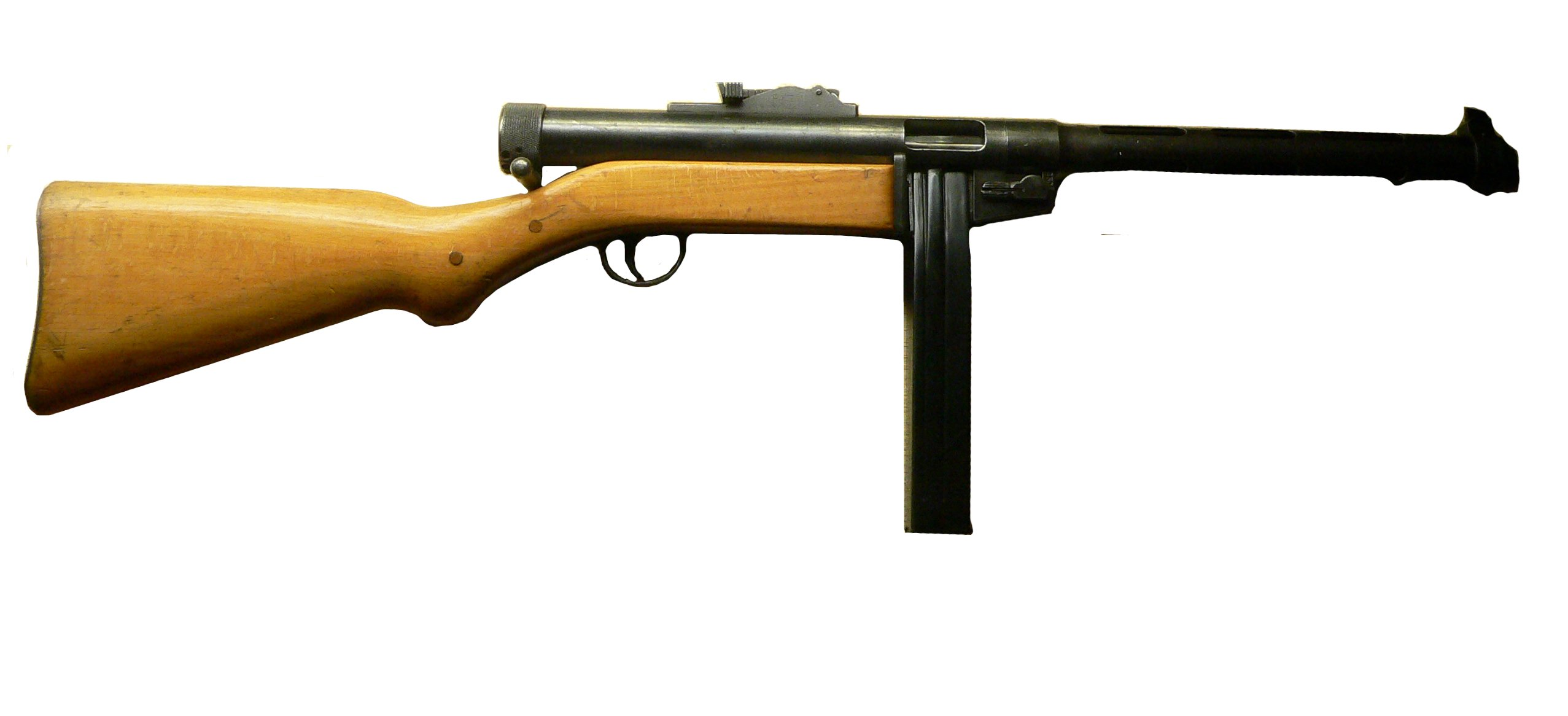
Fiński pistolet maszynowy Suomi M1931

Zaciekłe walki trwały cały dzień i ostatecznie zakończyły się odwrotem Sowietów. Nieprzyjaciel został także powstrzymany na południowym skrzydle, jeden z batalionów uderzył na Lotisaari (dużą wyspę na zamarzniętym jeziorze) i po całym dniu walk zniszczył cały regiment radziecki. Teraz Finowie zamierzali uderzyć w sam środek sił nieprzyjacielskich, jednak kiedy nie udało się zamknąć okrążenia oddziałów wroga na północy, plan ten wydawał się nie mieć sensu. Pajari zdecydował się mimo to zaatakować. Nacierający pluton przemieszczał się po lodzie, jednak z jego pierwotnego składu na drugi brzeg dostało się jedynie 8 ludzi, reszta zginęła. Pomimo tych strat atak był kontynuowany i fińskim oddziałom w niektórych miejscach udało się przełamać obronę radziecką. Teraz Pajari rzucił na oddziały sowieckie wszystkie siły jakie posiadał i pod koniec dnia zajął wszystkie pozycje przeciwnika. Zginęło ok. tysiąca czerwonoarmistów, Finowie zdobyli dużo sprzętu (m.in. 20 czołgów i baterię dział). Także straty atakujących były duże (około 100 zabitych i 200 rannych), jednak zwycięstwo było krzepiące. Była to naprawdę wyjątkowa sytuacja, wojska fińskie rozgromiły Armię Czerwoną w ataku czołowym.
Następnego dnia Pajari prowadził natarcie – 18. dnia dotarło ono do Ägläjärvi i zdobyło je pięć dni później. Wtedy to niespodziewanie okazało się, że na obszarze tym działają dwie dywizje Armii Czerwonej – 139 i 75. Czołowe oddziały fińskie osiągnęły linię rzeki Aittojoki w nocy 23. dnia. Cała akcja Finów zakończyła się nadzwyczajnym sukcesem, bo unicestwieniu uległa prawie cała 139 dywizja, a 75 odniosła ciężkie straty. Sowieci stracili 4 tys. zabitych (niektórzy historycy szacują tę liczbę nawet na 6 tys.). Finowie stracili 2 tys. zabitych i rannych (30% stanowili oficerowie). W rejonie Ilomantsi żadna ze stron nie miała już dość sił, aby przeważyć szalę zwycięstwa na swoją stronę, więc front się ustabilizował.

### Zniszczenie 168. dywizji

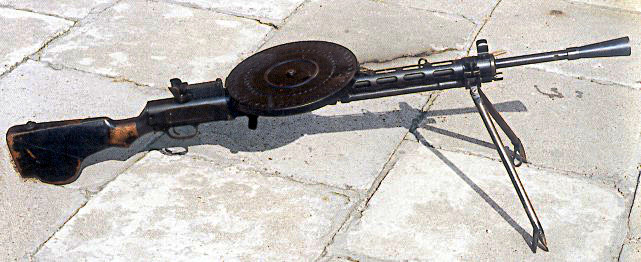
Ręczny karabin maszynowy DP, będący na uzbrojeniu Armii Czerwonej w czasie wojny zimowej

IV Korpus armii fińskiej otrzymał rozkaz uderzenia na nieprzyjaciela z Lemetti, aby w ten sposób zagrozić skrzydłu wojsk radzieckich nadchodzących z rejonu Salmi-Koirinoja. Dwie próby wykonania rozkazu w czasie 12. i od 17. do 19. dnia nie powiodły się. Pomimo tego korpus szykował się do następnego ataku, aby w ten sposób nie dać czasu Sowietom na przegrupowanie sił. Główna oś natarcia była skierowana przeciwko 18 Dywizji Armii Czerwonej znajdującej się w Ruhtinaanmäki. Sukcesem tej akcji było osiągnięcie drogi do Uomaa (3 stycznia 1940).
To dało Finom możliwość rozszerzenia kontrofensywy, w którym to celu przysłano posiłki w sile 14 800 ludzi. Planowano odcięcie dróg zaopatrzenia wroga, osłabienie go w ten sposób, a następnie ostateczne zniszczenie. Sformowano dwie jednostki uderzeniowe: jedną pod dowództwem płk. H. Hannukseli, drugą pod dowództwem płk. P. Autiego. Natarcie rozpoczęło się 6 stycznia. Sowieci w odpowiedzi na tę akcję nie zarządzili odwrotu, tylko zaczęli się okopywać. Taka postawa umożliwiła Finom kontynuowanie ofensywy. Pozostawiono jedynie niewielkie siły do pilnowania osaczonego nieprzyjaciela. Te pozostawione na tyłach posterunki zostały później nazwane motti (kotły). Ostatecznie płk Auti ze swoim oddziałem dotarł do Koirinoja w 11. dniu doprowadzając tym samym do całkowitego okrążenia 168. dywizji. Także 18 Dywizja i 34 Brygada Pancerna zostały rozbite w kilka odrębnych motti.
Okrążeni czerwonoarmiści otrzymywali zaopatrzenie z powietrza, a 168 Dywizja po lodzie przez jezioro Ładoga – to ostatnie wkrótce stało się niemożliwe ze względu na zajęcie wysp na tym akwenie przez Autiego. Powstały trzy główne motti, zachodni Lemetti, wschodni Lemetti i tzw. motti regimentowy obsadzony przez jeden z regimentów 168 Dywizji. Reszta dywizji została okrążona w rejonie Kitelä. Zachodnie Lemetti było bronione przez 32 czołgi i 6 dział oraz lekkie moździerze, a zostało oczyszczone 4 lutego. Wschodnie Lemetti dysponowało dużo większymi siłami – było tu m.in. 70 czołgów i 20 samochodów pancernych, które zostały okopane. Sowieci próbowali się wyrwać z okrążenia, ale zostali całkowicie zniszczeni. Motti regimentowe zostało później podzielone na kilka mniejszych i ostatecznie przestało istnieć 18 lutego. Finowie zdobyli 20 czołgów i 30 dział oraz duże ilości amunicji. Resztki 168 dywizji utrzymywały się na swoich pozycjach aż do końca wojny. Ta wielka kontrofensywa była możliwa tylko dzięki utrzymaniu się Finów na linii rzeki Kollaa. Pułk broniący tego bardzo ważnego obszaru stracił aż 56% swojego stanu osobowego (1665 ludzi), mimo tego nie wycofał się, ponieważ jego żołnierze zdawali sobie sprawę, jak wielkie znaczenie ma utrzymanie obrony w tym rejonie. Całkowite straty II Korpusu w czasie całej wojny wyniosły 3725 zabitych i 9651 rannych oraz 572 zaginionych, co dawało łącznie 13 948 ludzi. Nieprzyjaciel został zatrzymany i w większości zniszczony, ale II korpus wielokrotnie musiał być wzmacniany posiłkami, które tak bardzo były też potrzebne na Przesmyku Karelskim.

### Działania w rejonie Porajärvi i Salla

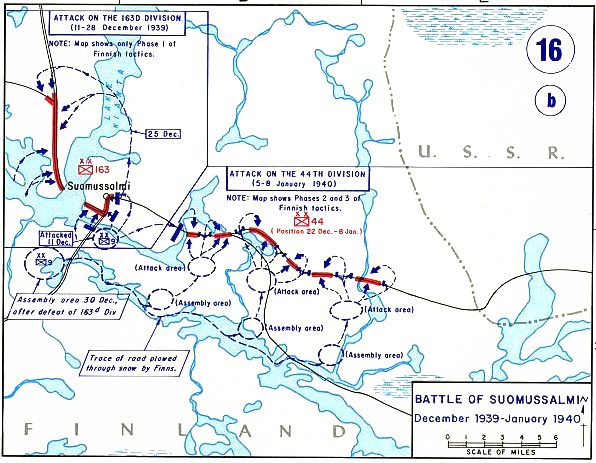
Bitwa o Suomussalmi

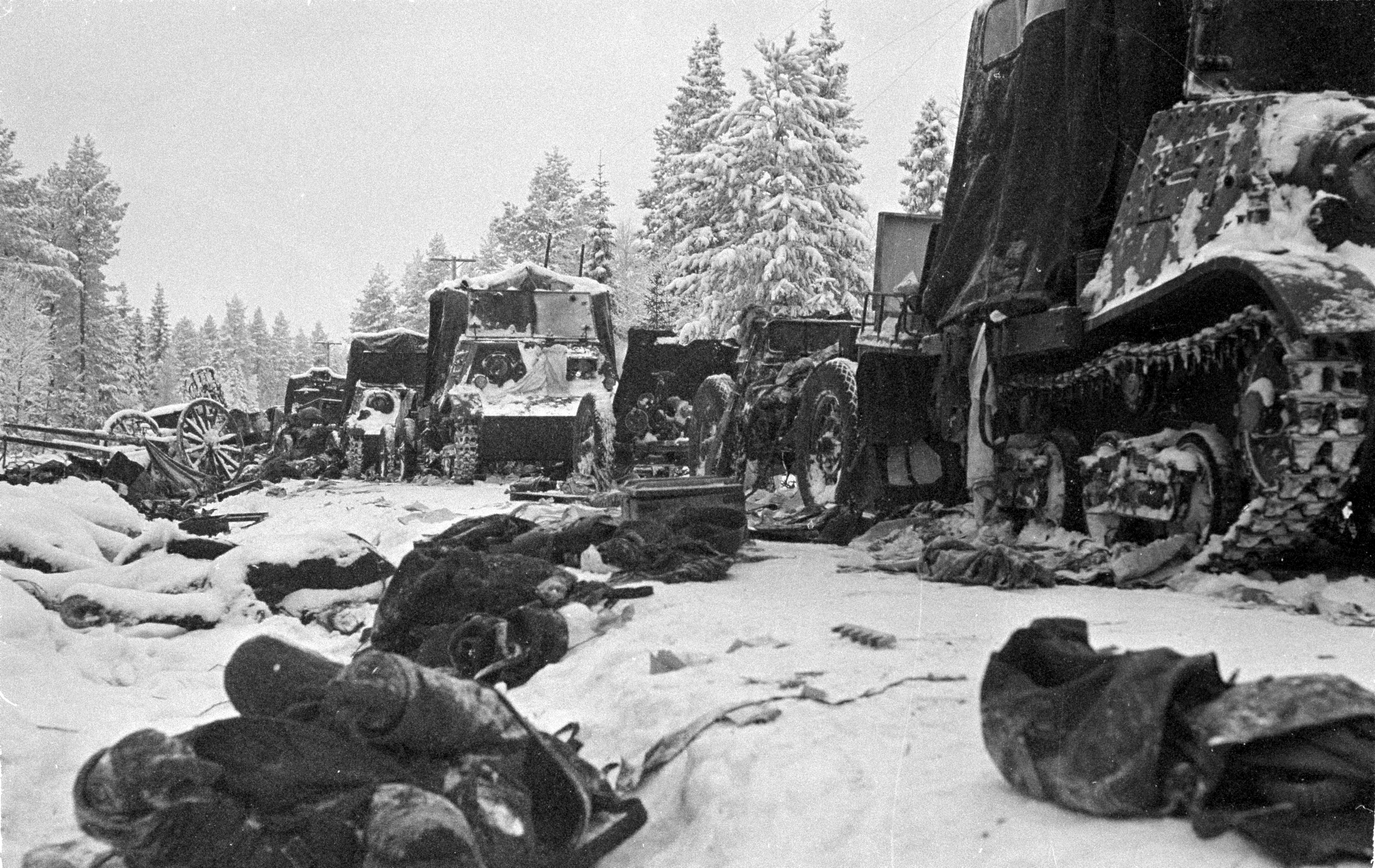
Rozbita kolumna sowieckia po bitwie na drodze Raate, styczeń 1940

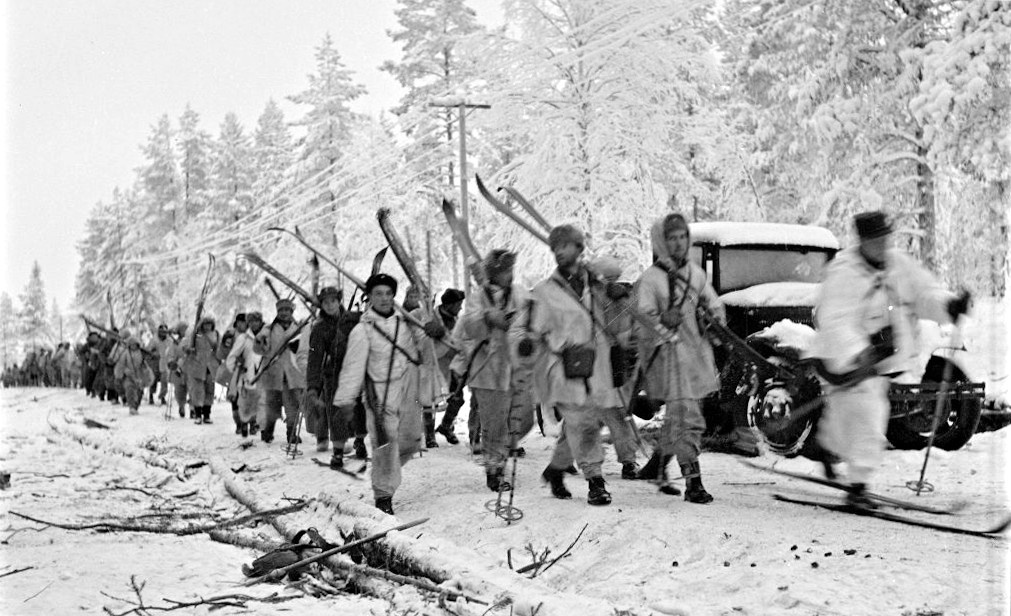
Fińscy żołnierze na drodze Raate, obok rozbite pojazdy sowieckie.

Na północy pomiędzy Porajärvi i Salla, Sowieci posiadali 9 Armię (w sile pięciu dywizji). Główny punkt natarcia wojsk sowieckich był skierowany na Salla, gdzie były dwie fińskie dywizje. Suomussalmi zostało zaatakowane przez dwie, a Kuhmo przez jedną dywizję. Jeden pułk został skierowany do Lieksa, ale bez rozkazu do dalszego ataku. W Suomussalmi prowadząca natarcie 163 Dywizja Strzelecka miała na celu zdobycie skrzyżowania dróg, a 44 Dywizja Strzelecka (częściowo zmotoryzowana) miała nacierać w kierunku na Oulu. Fińskie oddziały na tym obszarze miały do dyspozycji tylko jeden batalion zgrupowany głównie na terenie wioski. Niektóre jednostki zostały umieszczone na obydwu oczywistych kierunkach przyszłego ataku, na drodze Juntusranta i słynnej drodze Raate.
Po późniejszym przybyciu posiłków siły fińskie osiągnęły stan 3600 żołnierzy, nie posiadały jednak w ogóle artylerii. Sowieci posiadali 23 tys. żołnierzy, 188 dział i 45 czołgów. Mając taką przewagę posuwali się z dużą prędkością do przodu drogami Juntusranta i Raate. Finowie musieli się ciągle wycofywać w obliczu takich sił, 6. dnia spalili Suomussalmi przed jego opuszczeniem. Do zgliszcz tej wioski Armia Czerwona wkroczyła 8 grudnia. Sytuacja zaczęła się stawać bardzo groźna dla oddziałów fińskich w tym rejonie. Rezerwowa 9 Dywizja Piechoty z Oulu już wysłała dwa swoje pułki na inne odcinki frontu i dlatego nie dysponowano dużymi odwodami dla wsparcia obrońców.
Rankiem 7 grudnia płk Hjalmar Fridolf Siilasvuo otrzymał rozkaz sformowania brygady z pozostałości po 9 Dywizji Piechoty. Brygada ta miała przybyć do Suomussalmi. Pierwsze jednostki stawiły się tam 9 grudnia. Siilasvuo planował wykonanie kontrataku, dlatego teraz jego głównym celem było odcięcie nieprzyjaciela od dróg zaopatrzenia (droga Raate), a później uderzenie na wioskę. 10. dnia Finowie zajęli drogę i zablokowali ją. Pod koniec dnia w ich posiadaniu znajdował się 5-kilometrowy jej odcinek. Następnego dnia główna część sił fińskich ruszyła w stronę wioski i pokonała jeden ze znajdujących się tam punktów oporu. Generalny szturm na Suomussalmi rozpoczął się w kolejnym dniu. Armia Czerwona była tam dobrze okopana, a atakujący ze względu na brak artylerii zaczęli tracić impet natarcia. Atak został zatrzymany 20 grudnia. Ale akurat wtedy przybyły posiłki. Część nowych oddziałów miała rozkazy uderzenia też na Armię Czerwoną w rejonie Piispanjärvi i Palovaary oraz odcięcia ich zaopatrzenia z Suomussalmi do Juntusranta. Jednak Finowie planujący atak zostali zaskoczeni 23 grudnia nagłym uderzeniem sowieckim, wspieranym przez ciężką artylerię i 12 myśliwców.

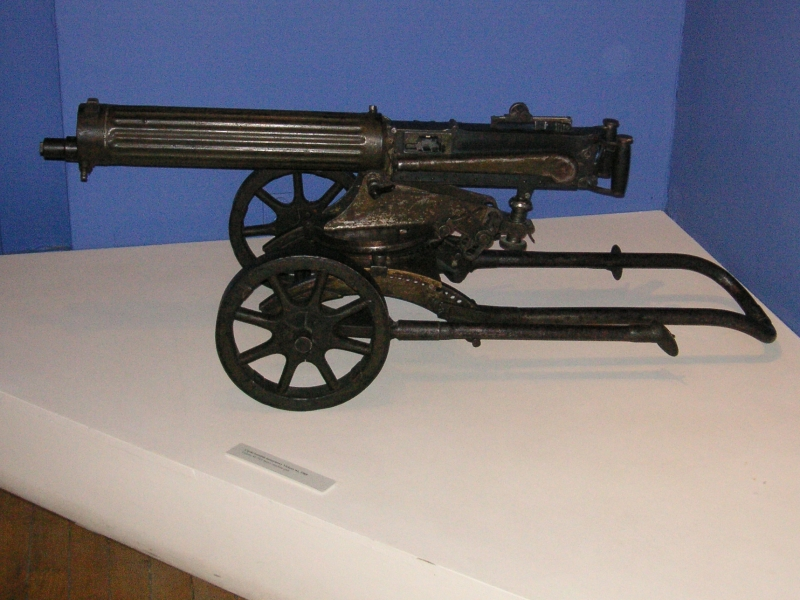
Ciężki karabin maszynowy Maxim wz. 1910, będący na uzbrojeniu obu stron

Linia obrony była płytka i wydawało się, że atakujący z łatwością ją przełamią, ale wbrew oczekiwaniom udało się ją utrzymać. W Boże Narodzenie Sowieci ponownie uderzyli, ale 163 Dywizja Strzelecka była już tak osłabiona, że nie mogła się przedrzeć przez drogę Raate i utrzymać w ten sposób kontaktu z 44 Dywizją Strzelecką. 27 grudnia był dniem ciężkich walk, w których czerwonoarmiści osiągnęli pewne sukcesy, które jednak nie miały decydującego znaczenia. W tym samym czasie rekonesans lotniczy wykazał, że droga Raate jest zatłoczona piechotą i bronią pancerną z 44 Dywizji Strzeleckiej, które zmierzały do Suomussalmi. Siilasvuo nakazał batalionowi, który nie brał jeszcze udziału w walce, aby utrudniał marsz wojsk radzieckich. Zadanie to zostało wykonane i doszło do dużych opóźnień w przemieszczaniu się Sowietów. Od rana 28 grudnia obrona rosyjska zaczęła słabnąć. Następnie doszło do ucieczki oddziałów radzieckich po lodzie jeziora Kiantajärvi, osłaniały ją czołgi i samochody opancerzone oraz lotnictwo. Pod koniec dnia wioska została zajęta, a 9 Dywizja Piechoty otrzymała rozkaz podążania za uciekającym nieprzyjacielem i zniszczenia go. 30 grudnia 163 Dywizja Strzelecka została rozbita, a jej cały sprzęt wpadł w ręce Finów. Teraz ich celem stała się 44 Dywizja Strzelecka, która znajdowała się na pozycjach wzdłuż drogi, głównie ze względu na swój ciężki sprzęt. 9. dywizja przeszła po lodzie na rzece na tyły Sowietów i odcięła ich połączenia ze wschodem.
Główne uderzenie zostało przeprowadzone 5 stycznia z trzech kierunków. 6. dnia Sowieci wykazywali już duże zmęczenie walką i próbowali przebić się we wschodnim kierunku, ale zostali odparci. Pomiędzy 6. a 7. dniem około północy znowu została podjęta próba wymknięcia się, która znowu zakończyła się porażką. W ciągu kilku następnych dni dywizja została podzielona na mniejsze części i całkowicie zniszczona. Straciła ona ok. 70% swojego stanu wyjściowego (niektórym mniejszym jednostkom udało się prześliznąć przez luki w fińskim okrążeniu), ponadto Finowie wzięli ok. 1200 jeńców. Praktycznie całe wyposażenie dywizji południowoukraińskiej zostało zdobyte. Oulu dzięki tym sukcesom było teraz bezpieczne. Płk Siilasvuo za te sukcesy został awansowany do stopnia generała majora. Dowódca zniszczonej dywizji kombryg Aleksiej I. Winogradow, szef sztabu płk Onufrij I. Wołkow i szef oddziału politycznego dywizji komisarz pułkowy I. T. Pachomienko zostali skazani przez Sąd Polowy 9 Armii na karę śmierci przez rozstrzelanie. Wyrok wykonano 11 stycznia 1940.

### Walki w rejonie Kuhmo

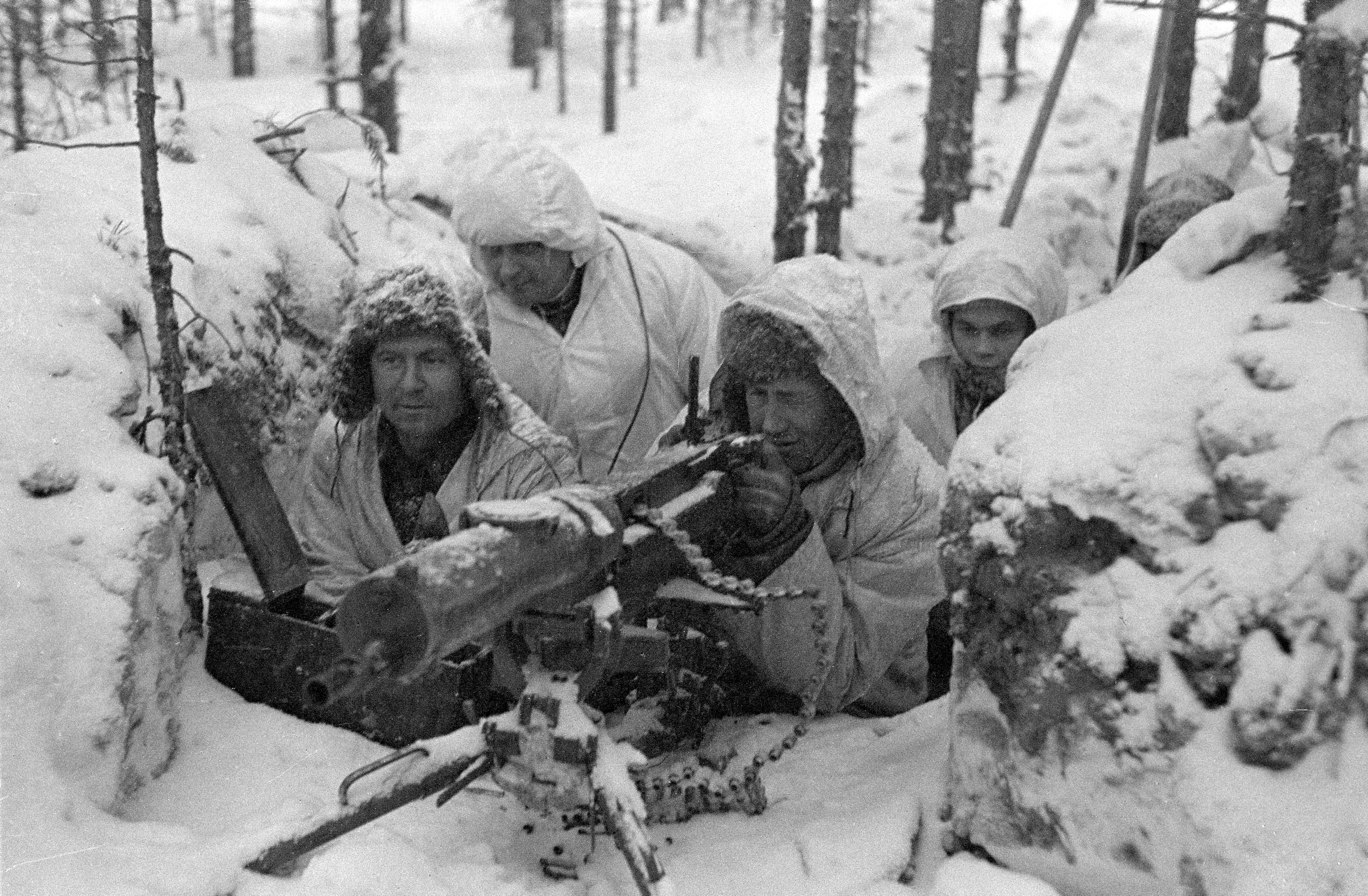
Obsługa fińskiego ckm-u Maxim M/09-21

W Kuhmo Sowieci mieli ok. 12 tys. ludzi przeciwko 1200 Finom. 6 grudnia oddziały fińskie zostały stamtąd wyparte. Dowództwo fińskie zdecydowało się na przysłanie posiłków złożonych z rezerwowych jednostek, które miały sformować odrębną brygadę dowodzoną przez płk. Vuokko. Brygada ta znalazła się w Kuhmo 8 grudnia, następnie przeprowadziła udany kontratak i odzyskała część straconego terenu. Zmusiła także niektóre jednostki nieprzyjaciela do wycofania się z powrotem za granicę na terytorium ZSRR, jednak główna część sił nadal pozostawała na swoim miejscu. Po zakończeniu walk w Suomussalmi, 9. dywizja mogła zostać przerzucona w ten rejon i otrzymała zadanie zniszczenia wrogiej dywizji. Rozkaz jednak okazał się trudny do wykonania, bo Sowieci stawili zacięty opór i dywizja pozostawała w okrążeniu (w swoim motti) aż do zawarcia pokoju.

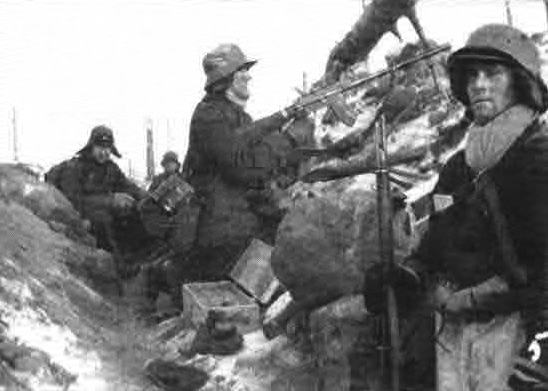
Żołnierze fińscy na froncie w Taipale

W rejonie Salla Sowieci mieli dwie dywizje: 122 i 88. Ich celem było zdobycie Rovaniemi, które zamierzano opanować w dwa tygodnie, a następnie miano napierać w kierunku Tornio. Oddziały fińskie nie mogły opóźnić ataku i musiały spalić wioskę Salla 9 grudnia. Dowództwo sformowało batalion w Rovaniemi z wszystkich żołnierzy, jakich udało się tam znaleźć. Także 2 oddziały tzw. sissi zostały posłane w rejon walk. 11 grudnia Mannerheim sformował nową jednostkę dowodzenia tzw. Grupę Laponia i mianował gen. majora K. M. Walleniusa na jej dowódcę. W skład grupy wchodziły też oddziały w Salla i w Petsamo. Pierwszą akcją jaką zorganizowało nowo powstałe zgrupowanie był kontratak na żołnierzy sowieckich zlokalizowanych w Pelkosenniemi. Atak miał prowadzić przez północne skrzydło wroga, a następnie miano podjąć próbę znalezienia się na jego tyłach. W początkowej fazie natarcia wydawało się, że Sowieci utrzymają swoje pozycje. Ale wtedy dwie fińskie kompanie przypadkowo natknęły się, a następnie zaatakowały sowiecki skład zaopatrzenia i zniszczyły go. To wywołało panikę wśród Sowietów, którzy myśleli, że zostali otoczeni i zaczęli uciekać na wschód. Wówczas część oddziałów fińskich udała się w stronę Salla, gdzie żołnierze sowieccy próbowali się przedrzeć do drogi do Kemijärvi. Nie powiodły się próby zniszczenia z marszu nieprzyjaciela, który się okopał. Przy użyciu jednostek sissi Finowie zdołali wyprzeć Sowietów na wschód w dniach od 13 do 16 grudnia.
Zatrzymali się w Märkäjärvi, gdzie utrzymywali pozycje. Pod koniec lutego, szwedzka brygada ochotnicza została wysłana w ten rejon i zmieniła stacjonujących tu Finów, którzy mieli być użyci gdzie indziej.

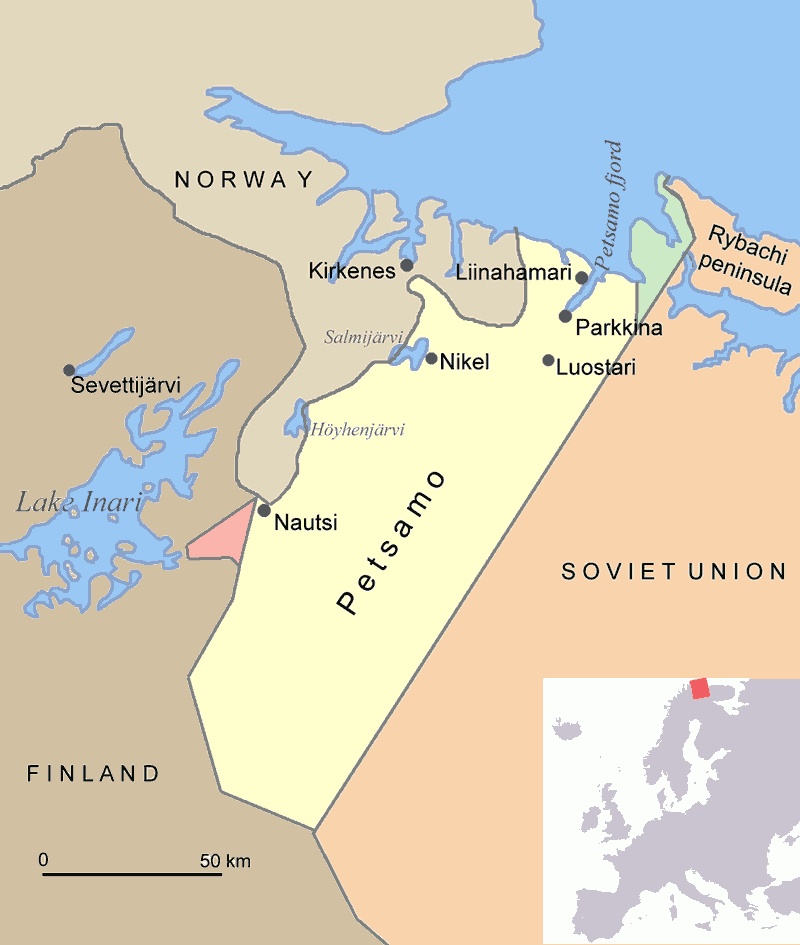
Mapa rejonu Petsamo

### Sytuacja w rejonie Petsamo
Daleko na północy sowiecka 14. armia miała 3 dywizje przeznaczone do ochrony bardzo ważnego portu w Murmańsku i do opanowania wybrzeża przy Petsamo, aby uniemożliwić obcą pomoc dla Finlandii, która posiadała tu swój jedyny niezamarzający port. Finowie mieli tu jedną kompanię, dysponującą jedną baterią dział, które pochodziły z 1887 r. Wycofali się oni po kilku starciach, następnie osiągnęli linię rzeki Nautsi, która miała stanowić pozycję obronną. Po przekroczeniu fińskiej granicy Sowieci spalili port w Liinahamari i zatopili wszystkie znajdujące się tam statki. Armia Czerwona osiągnęła na tym obszarze swoje główne cele, a Finowie nie przejawiali zainteresowania tym terenem, więc sytuacja do końca wojny nie uległa tu zmianie.

### Przesmyk Karelski

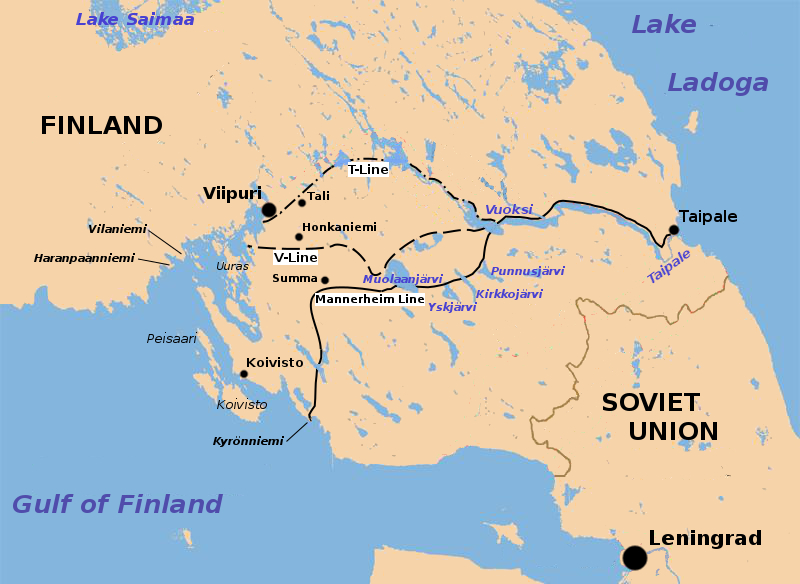
Fińskie linie obronne w Przesmyku Karelskim

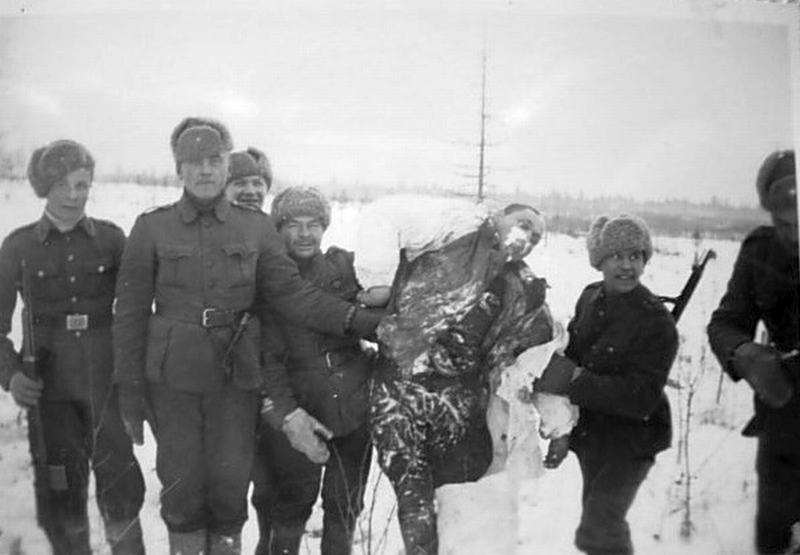
Finowie ze zwłokami zamarzniętego żołnierza Armii Czerwonej

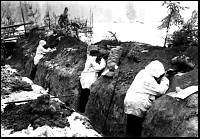
Żołnierze fińscy w okopach na linii Mannerheima

Od początku lutego Sowieci zaczęli być coraz bardziej aktywni w regionie Summa. Ostrzeliwano ciężką artylerią fińskie pozycje, z dużym natężeniem działało też radzieckie lotnictwo bombowe, wszystko to miało na celu wyrządzenie jak największych szkód w fortyfikacjach linii Mannerheima. Podejmowano także liczne próby rozpoznania walką w celu znalezienia słabych punktów w obronie fińskiej. Działania takie trwały od 1 lutego do 10 lutego. Niektóre z sowieckich ataków rozpoznawczych zagroziły poważnie Finom i doszło niemalże do przełamania ich obrony. Np. 5 lutego jedna z kompanii (w wiosce Summa) straciła kolejno trzech swoich dowódców podczas odpierania ataku. W czasie tych 10 dni zmasowanego ostrzału i zaciętej walki, obrońcy byli już bardzo zmęczeni przedłużającą się walką. Niektórzy oficerowie raportowali, że ich podwładni śpią na warcie w okopach, nawet gdy w tym samym czasie atakują czołgi czy dochodzi do nalotów.
Do zmiany sił przebywających na posterunkach w celu dania odpoczynku najbardziej zmęczonym oddziałom doszło 10 lutego, okazało się to możliwe ze względu na przerwy w ostrzale radzieckim. 3 Dywizja (poprzednio 6 Dywizja) – mimo że nie otrzymała posiłków, była nadal zdolna do utrzymania pozycji i zadania nieprzyjacielowi ciężkich strat (5000 zabitych i 60 zniszczonych czołgów). 11 lutego zaczęła się wreszcie długo przygotowywana ofensywa na froncie na Przesmyku Karelskim.
Po trzech godzinach ciężkiego przygotowania artyleryjskiego, 3 dywizje (100, 123, 138) uderzyły na 3. dywizję fińską, stacjonującą w Summa. Dowódca tej jednostki płk P. Paalu musiał prosić o posiłki z sąsiedniej 5. dywizji, ponieważ zużył już wszystkie posiadane odwody. Dowództwo odmówiło jednak podziału tych sił i 3 dywizja musiała radzić sobie sama. Sytuacja była bardzo krytyczna, czołgi radzieckie dokonały wyłomu w pozycjach fińskich, dopiero wtedy dowództwo przysłało jeden regiment na pomoc.
Regiment ten został użyty do przeprowadzenia kontrataku w pobliżu Lähde, jednak pod koniec dnia jego postępy były znikome. Nieprzyjaciel ciągle nacierał w ciągu nocy i niejasne było, czy 3. dywizja jest zdolna wytrzymać ponawiane ataki. Także sąsiadujące z nią jednostki (4 Dywizja na zachodzie i 11 na wschodzie) były wystawione na ciężką próbę, bo i tam czerwonoarmiści nacierali ogromnymi siłami. Następnego ranka Sowieci skupili swoje wysiłki na tzw. Millionfort (nazywanym tak ze względu na miliony marek wydanych na jego budowę i wyposażenie). Dowódcy fińscy nie mając wyboru w obliczu ogromnej przewagi sowieckiej, nakazali wkrótce odwrót i w południe w rękach nieprzyjaciela znalazł się cały region Lähde.
W nocy 12 lutego, 5 Dywizja podejmowała dalsze próby kontrataków, które zakończyły się jednak niepowodzeniem. W dodatku obrońcy nie posiadali żadnych schronień, a noc była bardzo chłodna (temperatura dochodziła do minus 25–30 °C). Rano jeden z regimentów 5. dywizji uderzył na linie sowieckie, ale został odrzucony z powrotem przez czołgi przeciwnika. Przez cały dzień Sowieci podejmowali próby przełamania tymczasowej fińskiej obrony, ale nie udało im się osiągnąć zamierzonych celów. Co nie zmieniało faktu, że 3 i 5 dywizja zostały pokonane. Jednostki te nie miały możliwości powrotu na utracone pozycje, a nieprzyjacielski ogień uniemożliwiał dosłanie posiłków. W nocy Finowie podjęli decyzję przemieszczenia jednego z regimentów 21. dywizji (z okolic Taipale) do Lähde.

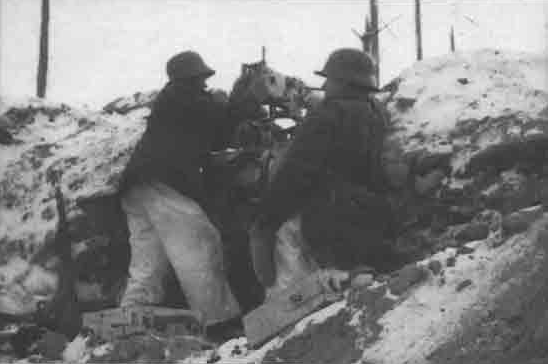
Obsługa fińskiego karabinu maszynowego

Obydwie zagrożone zniszczeniem dywizje otrzymały niewielkie zaopatrzenie i posiłki. Następnego ranka Mannerheim przybył do siedziby II Korpusu aby sprawdzić ogląd sytuacji. Podjęto decyzję podziału korpusu i sformowania nowej jednostki w celu obrony lewego skrzydła II Korpusu. Następnej nocy 3 i 5 dywizja wycofały się 5 km do tyłu na bardziej nadające się do obrony pozycje i zaczęły się tam okopywać. Dosłano tam także świeże oddziały w celu wzmocnienia obrony. Jednak uderzenie Armii Czerwonej na te prowizoryczne umocnienia wykazało, że nie wytrzymają one długo naporu nieprzyjaciela, więc Mannerheim wydał rozkaz wycofania się na drugą linię obrony (w czasie tych walk II Korpus poniósł duże straty, które wynosiły: 1531 zabitych i 4430 rannych oraz 445 zaginionych). Druga linia obrony nie stanowiła jednak poważniejszej przeszkody dla wojsk radzieckich ze względu na swoje tymczasowe i wzniesione szybko fortyfikacje. Linia ta została osiągnięta przez Sowietów 17 lutego, a następnie przełamana w rejonie drogi do Viipuri. Jednak czołgi sowieckie, które zostawiły swoją piechotę z tyłu obawiały się, że bez jej wsparcia mogą być łatwo zniszczone i dlatego zatrzymały się. Inny wyłom został dokonany w pobliżu Näykkijärvi, gdzie świeżo przysłany batalion opuścił w panice swoje pozycje.

### Decydujące ataki Armii Czerwonej

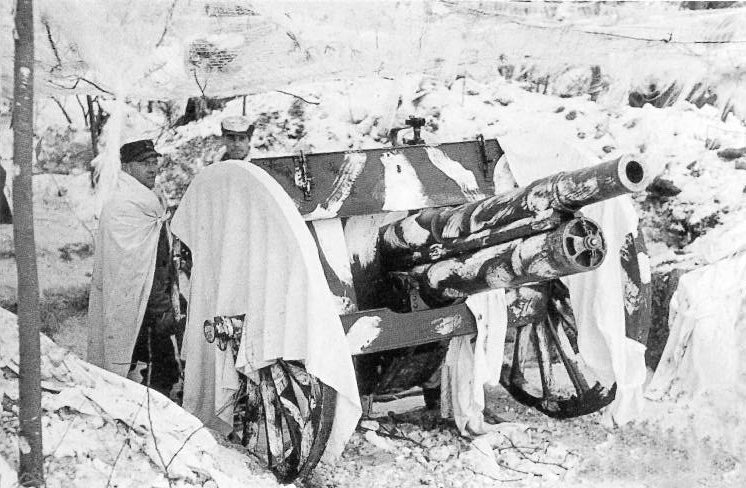
Fińska armata 76,2 mm w obronie Viipuri, marzec 1940

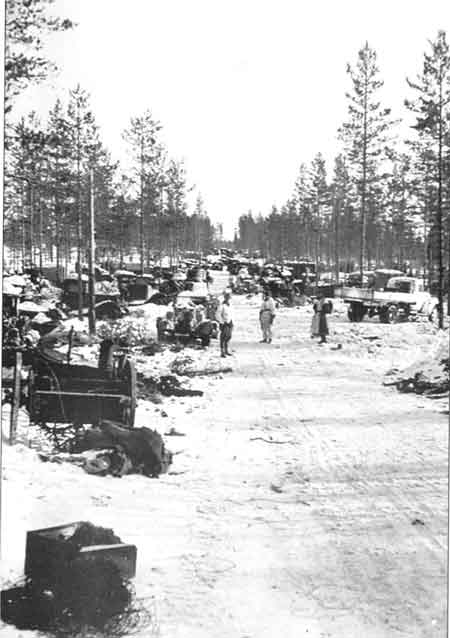
Żołnierze fińscy w odbitym Lemetti, marzec 1940

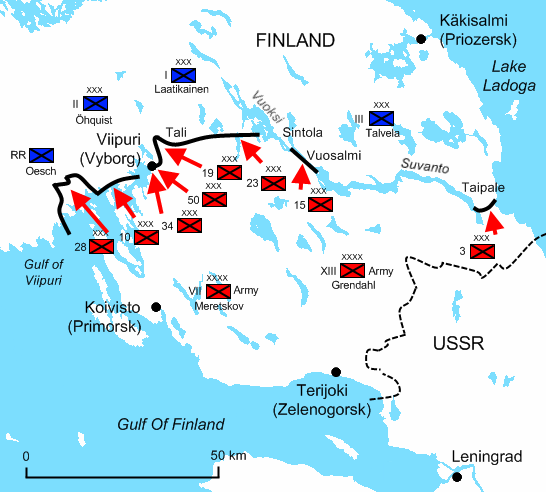
Przesmyk Karelski, położenie 13 marca 1940 – w chwili zawieszenia broni

Gen. por. Hugo Österman – dowódca Armii Przesmyku Karelskiego cierpiał w tym okresie na załamanie nerwowe, dlatego też jego miejsce zajął gen. por. Erik Heinrichs – dotychczasowy dowódca III Korpusu Armijnego. Toczące się w międzyczasie negocjacje pokojowe wymagały aby utrzymać jak najwięcej terenu, co dawało lepszą pozycję przetargową w rozmowach fińskim przedstawicielom.
25 lutego, oddziały Armii Czerwonej wykorzystały jedną z luk w fińskich pozycjach i zagroziły tyłom 5 Dywizji. Aby zażegnać powstałe niebezpieczeństwo wykonano desperacki kontratak, w którym udział wzięła dopiero co utworzona fińska kompania pancerna. Debiut okazał się jednak nieudany (czołgi były zbyt lekkie na zalegającą grubą warstwę śniegu) i wszystkie maszyny z wyjątkiem jednej zostały zniszczone. Po niepowodzeniu kontrataku I i II Korpus otrzymały rozkazy wycofania się na tworzoną teraz trzecią linię obrony (zaczynającą się od Viipuri i ciągnącą się wzdłuż rzeki Vuoksi do Taipale).
Na odcinku frontu w pobliżu Taipale Sowieci nacierali dużymi siłami już od 8 lutego. Pozycje przechodziły tu często z rąk do rąk, ale w wyniku zaciekłych walk czerwonoarmiści zostali pobici i musieli się wycofać z powrotem. Nowy dowódca gen. mjr Paavo Juho Talvela (który przyszedł na miejsce Laatikainena) polecił zbudowanie linii tyłowej, kilka kilometrów za głównymi umocnieniami (linia ta została nazwana linią T), na wypadek gdyby Sowietom udało się przedrzeć przez główne pozycje obrony. Straty fińskie zaczęły osiągać wówczas niepokojące rozmiary, np. III korpus stracił 4888 ludzi w okresie od 4 lutego do 2 marca. Armia Czerwona osiągnęła pierwsze zabudowania Viipuri już 1 marca, ale główne natarcie na linię „T” zaczęło się 4 marca. Dowódca Frontu Północno-Zachodniego komandarm I st. Siemion Timoszenko chciał mocnym uderzeniem zablokować siły fińskie i zapobiec dostarczaniu posiłków do Viipuri. Następnego ranka dywizja sowiecka uderzyła po lodzie zatoki o tej samej nazwie co leżące nad nią miasto, w celu odcięcia fińskich linii zaopatrzeniowych prowadzących z południowej Finlandii do Viipuri. Siłom tym udało się zdobyć mały przyczółek. Finowie szybko zorganizowali specjalną grupę mającą przeszkodzić czerwonoarmistom. Mimo tych działań nieprzyjaciel zdołał w dniu 7 marca zablokować główną drogę pomiędzy Säkkijärvi i Viipuri.
W obliczu takiego zagrożenia wydzielono szczupłe siły z głównych linii obronnych, którym udało się zahamować postępy Armii Czerwonej, mimo tego, że 13 marca (w dniu ogłoszenia zawieszenia broni) na przyczółku było już 6 dywizji wroga. Fińskie straty w ciągu tych 2 długich tygodni walki wzrosły do 5200 żołnierzy (8% strat w całej wojnie). Liczba ta pokazuje, z jaką zaciętością bronili się Finowie. W rejonie Tali, Sowieci przebili się przez linię „T”, ale ich działania były zbyt powolne, aby osiągnąć zaskoczenie i pokonać obrońców. W Vuosalmi broniąca się 2 Dywizja przyjęła na siebie kilka ataków do chwili, gdy musiała się wycofać na linię rzeki Vuoksi.

## Zawarcie pokoju

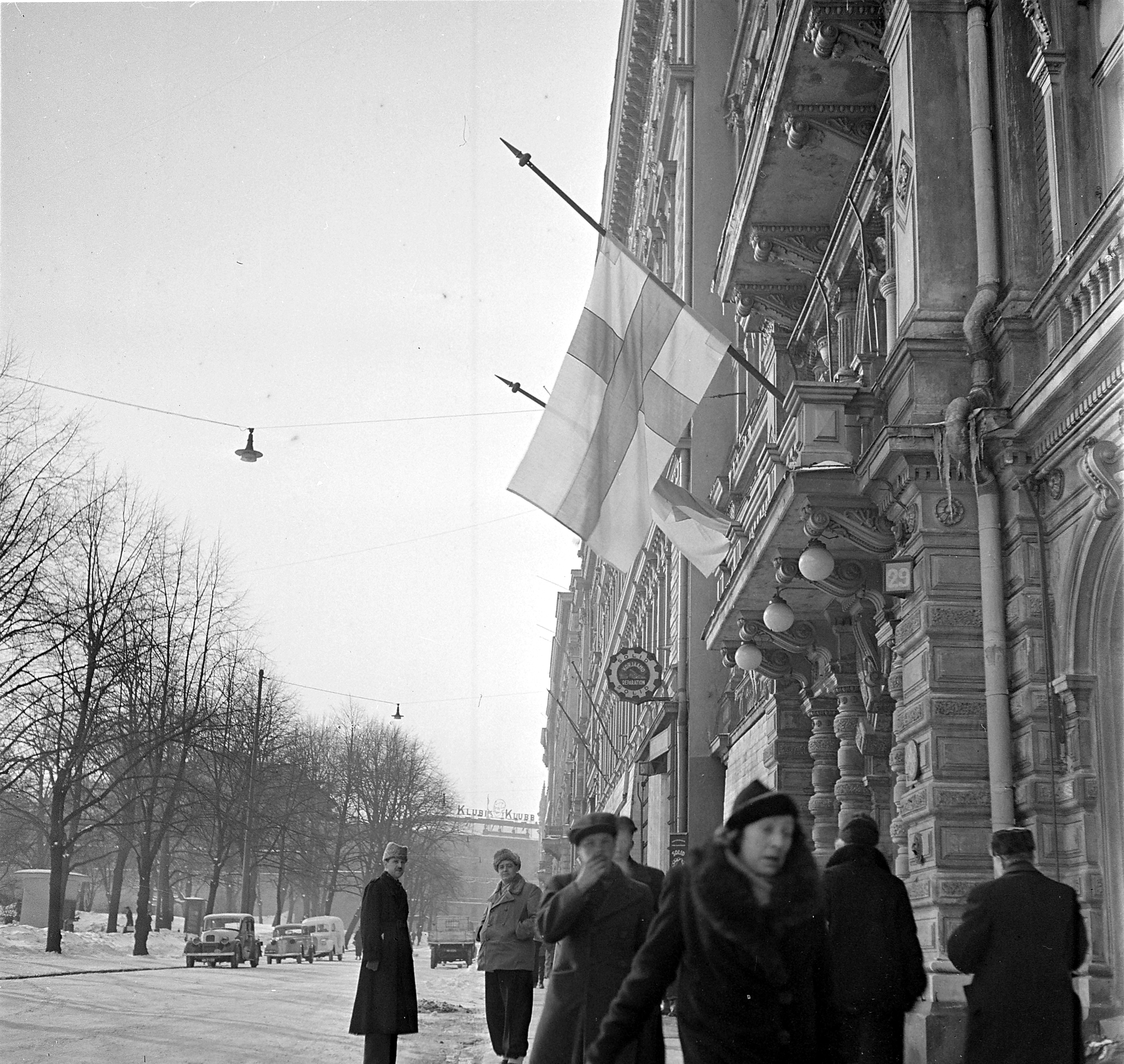
Flagi fińskie opuszczone do połowy masztu po ogłoszeniu warunków pokojowych. Helsinki, marzec 1940

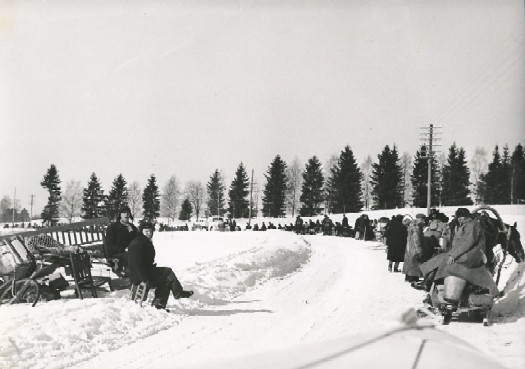
Fińska ludność Przesmyku Karelskiego w czasie ewakuacji przed przekazaniem terytorium ZSRR. Marzec 1940

W obliczu narastającej groźby interwencji brytyjsko-francuskiej, a także żywionej przez Stalina obawy, że dojdzie do odwrócenia przymierzy i dołączenia Niemiec do ewentualnej koalicji antyradzieckiej, władze ZSRR zdecydowały się na zakończenie konfliktu. O obawach żywionych w stosunku do państw zachodnich świadczy też fakt zwrotu Finlandii rejonu Petsamo z bogatymi złożami niklu, na eksploatację których koncesję posiadała firma kanadyjska. W nocy z 12 na 13 marca 1940 w Moskwie ustalono warunki traktatu pokojowego i podpisano go. Finlandia straciła 35 tys. km² swego terytorium (a więc więcej niż utraciła do tej pory w wyniku działań zbrojnych), a 430 tys. ludzi utraciło dach nad głową. Ludność scedowanego na rzecz ZSRR terytorium Finlandii, w tym mieszkańcy miasta Viipuri, opuściła przekazane ZSRR tereny, nie chcąc znaleźć się pod władzą sowiecką – ZSRR otrzymał w konsekwencji tereny fińskie bez zamieszkującej jej ludności (12% populacji Finlandii). W wyniku działalności lotnictwa sowieckiego życie straciło 826 osób cywilnych. Armia fińska straciła 22 849 ludzi (zabitych i zaginionych) i odnotowała 43 557 rannych (z których 10 tys. pozostało do końca życia inwalidami), straciła także 100 samolotów. Oficjalne dane sowieckie podają, że Armia Czerwona straciła 230 tys. ludzi oraz 1500 czołgów i ponad 600 samolotów, ale np. badania podjęte przez Wehrmacht w 1941 roku szacują liczbę zabitych na 273 tys., a rannych na 800 tys. Nawet Nikita Chruszczow w swoich pamiętnikach stwierdził, że ZSRR stracił milion ludzi (zabitych i rannych). Jak wykazały doświadczenia tzw. wojny kontynuacyjnej (1941-44) przesunięcie granicy na Przesmyku Karelskim na rzecz ZSRR było całkowicie pozbawione znaczenia militarnego. Zagrożenie niepodległości Finlandii w wyniku wojny zimowej i poniesione straty terytorialne spowodowały natomiast, że Finlandia porzuciła przy zmianie koniunktury politycznej politykę neutralności i stała się sojusznikiem III Rzeszy podczas jej agresji na ZSRR.
W 2007 r. w Finlandii opublikowano informację, jakoby w 1991 r. władze tego państwa otrzymały propozycję odkupienia za 15 mld dolarów Karelii, jednak powołana przez prezydenta Mauno Koivisto grupa ekspertów ustaliła, że szacowane na 70 mld dol. koszty odbudowy i naprawy tamtejszej infrastruktury byłyby zbyt wysokie dla budżetu państwa. Informacjom tym zaprzeczyli zarówno Koivisto, jak i inni ówcześni politycy. W 2019 r. były wiceminister spraw zagranicznych Rosji Andriej Fiodorow potwierdził, że w 1991 roku władze ZSRR chciały sprzedać Finlandii za 15 mld dol. Karelię i rejon Petsamo, a w 1992 r. taką samą propozycję powtórzył doradca prezydenta Rosji Giennadij Burbulis. Sam Burbulis zdecydowanie jednak temu zaprzeczył.

## Charakterystyka wojny

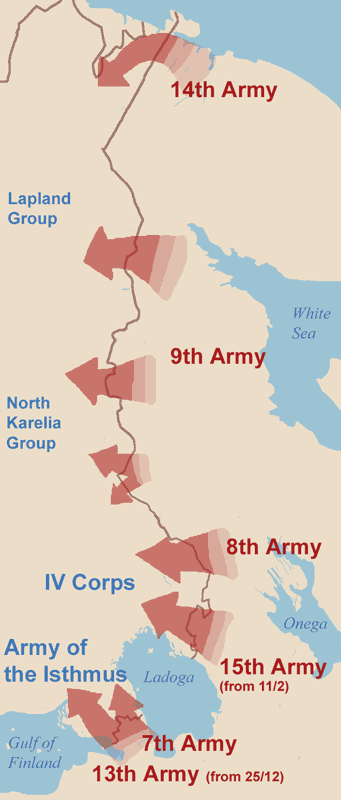
Rozmieszczenie sił stron i kierunki uderzeń Armii Czerwonej w czasie całej wojny

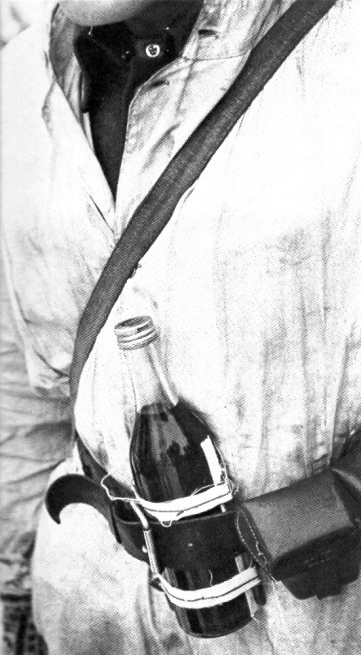
Fiński żołnierz z butelką zapalającą (koktajlem Mołotowa). Finowie stosowali improwizowane środki walki przeciw sowieckiej broni pancernej

Działania fińskie były w dużej części oparte na taktyce wojny podjazdowej. Ponadto Finowie zastosowali szereg nowatorskich metod, takich jak wykorzystanie szybkich jednostek narciarzy, stosowanie umundurowania maskującego, wykorzystanie znajomości terenu – ludzie walczyli najczęściej niedaleko od swojego miejsca zamieszkania. Nie cofano się także przed użyciem bardzo prostych metod, takich jak choćby koktajle Mołotowa, które z powodu niewystarczającej ilości broni przeciwpancernej musiały wystarczyć Finom do powstrzymania sowieckich czołgów.
Należy też wspomnieć o bardzo ciężkich warunkach atmosferycznych panujących w czasie wojny. Nierzadko walki toczono przy –40 °C (niska temperatura była raczej sprzymierzeńcem Finów, przyzwyczajonych do takich warunków). Bardzo często nie podejmowano kontaktu z bojowymi jednostkami Armii Czerwonej, a uderzano w takie cele, jak np. kuchnie polowe, które były bardzo istotne w tych trudnych warunkach, strzelano do żołnierzy gromadzących się przy ogniskach. Świetnie wyszkoleni fińscy strzelcy wyborowi (z których wielu było w cywilu traperami i myśliwymi, więc broń była im nieobca), nazywani przez czerwonoarmistów „białą śmiercią”, czynili duże spustoszenia w oddziałach radzieckich, a jeszcze większe w ich umysłach przez wywołanie permanentnego uczucia zagrożenia niespodziewanym strzałem „w plecy”. Sławni stali się tacy snajperzy jak Simo Häyhä i Sulo Kolkka. Armia fińska udowodniła także, że liczne zagony pancerne są do zatrzymania. Oddziały pancerne Armii Czerwonej poniosły duże straty głównie wskutek słabego opancerzenia czołgów, które nie chroniło ich przed ogniem fińskich armatek przeciwpancernych Boforsa. Ponadto wojska pancerne ZSRR miały duże problemy ze sforsowaniem żelbetowych umocnień fińskich, ponieważ dysponowały zbyt małym kalibrem i aby zniszczyć fińskie bunkry, trzeba było ściągać na front ciężką artylerię. Jej użycie nastręczało dużych trudności ze względu na kiepskie drogi w rejonie walk. ZSRR, mimo iż posiadał ogromną ilość różnorakiego uzbrojenia, nie mógł wykonać uderzenia takiego, jakie Niemcy przeprowadzili w Polsce z trzech przyczyn: po pierwsze brakowało współdziałania broni pancernej z lotnictwem, po drugie główny atak nastąpił na stosunkowo wąskim i dobrze umocnionym odcinku, który uniemożliwiał rozwinięcie szerokiego natarcia i po trzecie wyjątkowo ostra zima komplikowała szybkie przemieszczanie się oddziałów zmechanizowanych ze względu na zamarzanie paliwa i oleju w silnikach. Niemcy, którzy do zimy 1941/1942 stosowali z wielkim powodzeniem strategię blitzkriegu, nie wyciągnęli lekcji z doświadczeń radzieckich w Finlandii i sami także musieli zapłacić za to później dużą cenę.
Ku zaskoczeniu Stalina, inwazji ZSRR na Finlandię nie poparli fińscy socjaliści, którzy stanęli do walki z najeźdźcą. Na korzyść Finów działały też niekompetencja i przecenianie swoich sił przez dowódców sowieckich pochodzących z nadania politycznego. Dowódcy ci i żołnierze Armii Czerwonej byli stale w niepewności, czy im samym albo ich rodzinom nie grozi np. stanięcie przed plutonem egzekucyjnym za zdradę (przez którą rozumiano np. odwrót w obliczu przewagi nieprzyjaciela).
Armia sowiecka była też praktycznie nieprzygotowana na wojnę w warunkach zimowych i leśnych. Była też uzależniona od transportu samochodowego, co wymagało sporych ilości materiałów pędnych i części zamiennych, ponadto bardzo często pojazdy musiały mieć włączone silniki przez całą dobę, aby nie zamarzło w nich paliwo. Z kolei dużą trudnością dla armii fińskiej były braki w zaopatrzeniu, które musiano uzupełniać z materiałów zdobytych na wrogu. Należy też wspomnieć o tym, że dużą część armii radzieckiej stanowili żołnierze pochodzący z południowych terenów ZSRR (głównie Ukraińcy), było to spowodowane obawą Stalina, że żołnierze z terenów sąsiadujących z Finlandią mogą przechodzić na stronę wroga. To sprawiło, że żołnierze sowieccy nie mieli w ogóle doświadczenia w walkach w warunkach arktycznych, brakowało im też umiejętności przeżycia w lesie, czego nie można powiedzieć o Finach, z których ogromna większość pochodziła z terenów wiejskich – znała warunki naturalne i klimat.
Ostateczne przełamanie linii Mannerheima w lutym 1940 r. było w zaistniałych warunkach znacznym sukcesem Armii Czerwonej i skutkowało niekorzystnym dla Finlandii traktatem pokojowym.
Pewne innowacje Finowie poczynili też w dziedzinie walki powietrznej: tworzyli formacje samolotów składające się z 4 sztuk każda (jednostka taka dzieliła się następnie na grupę 2 samolotów lecących nisko i 2 lecących wyżej), taktyka taka okazała się skuteczniejsza od sowieckiej formacji delta (3 samoloty w każdej jednostce) i została wkrótce przyjęta przez większość sił powietrznych wszystkich państw biorących udział w II wojnie światowej. Fińskie myśliwce zadały w całej wojnie bardzo duże straty radzieckiemu lotnictwu bombowemu, które odniosło tylko ograniczone sukcesy w realizacji swoich celów.

## Pomoc zagraniczna dla Finów

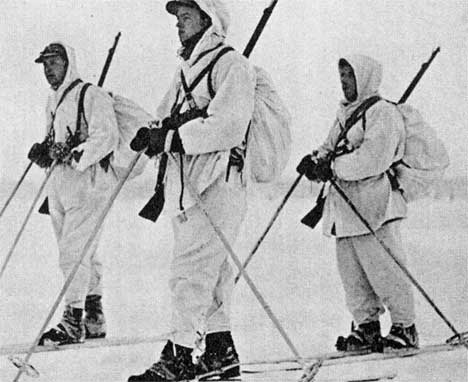
Ochotnicy norwescy

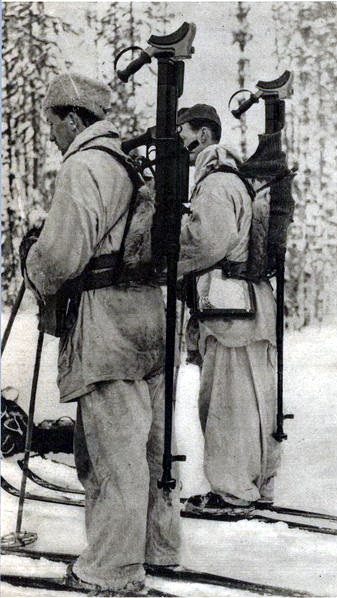
Ochotnicy szwedzcy z karabinami przeciwpancernymi Boys

Walka fińskiego Dawida z radzieckim Goliatem wywołała na świecie duże poruszenie i falę poparcia dla narodu fińskiego. Z bardziej wymiernych efektów wsparcia Finlandii należy wymienić głównie plany angielsko-francuskie, które zakładały wysadzenie desantu alianckiego w rejonie Petsamo. Od samego początku zakładano udział w tej operacji wojsk polskich znajdujących się na obczyźnie (w szczególności lotników: pierwszego, a według numeracji francuskiej, 145. Polskiego Dywizjonu Myśliwskiego). Desant aliancki miał liczyć od 13 do 17 tys. żołnierzy, a jego zadaniem było odcięcie połączenia z Murmańskiem. Plan ten nie mógł mieć szans powodzenia ze względu na szczupłość wysyłanych sił i w końcu nie doczekał się realizacji. Strona polska deklarowała udział w operacji Brygady Strzelców Podhalańskich. Oprócz wariantu petsamskiego rozważano także możliwość wylądowania w Norwegii w rejonie Narwiku (przy czym obawiano się tu reakcji III Rzeszy, która mogła utracić szwedzką rudę) i następnie przemarszu do Finlandii, plan ten został zrealizowany jednak nieco później i w zupełnie innej formie już po ataku Niemiec na Norwegię. Oprócz tego Francuzi proponowali uderzenie na Baku w sile 150 tys. ludzi w celu odcięcia ZSRR od źródeł ropy naftowej. Jednak zapowiedzi francusko-angielskie tak jak i wcześniej w przypadku Polski skończyły się jedynie na czczych obietnicach, a osamotniona Finlandia została pozostawiona sama sobie.
Wielkość pomocy zagranicznej dla Finlandii była zarówno w trakcie wojny, jak i w późniejszych publikacjach często wyolbrzymiana przez stronę sowiecką. Realnie duża część tej pomocy pozostała jedynie w zapowiedziach, a ten sprzęt, który wysłano do Finlandii, często dotarł tam dopiero po zakończeniu działań wojennych. Spowodowało to, że po zakończeniu wojny w wielu kategoriach sprzętu armia fińska była silniejsza niż przed jej rozpoczęciem. Również jakość podarowanego sprzętu w wielu wypadkach była dyskusyjna, przykładowo Francuzi przysłali działa z początku XX wieku, pochodzące ze zdobyczy wojennych w Sewastopolu podczas interwencji w latach wojny domowej.

### OddziałySisu
Były to oddziały tworzone z ochotników z zagranicy na terenie Laponii. Słowo sisu jest fińskim określeniem odnoszącym się do cechy narodowej, oznaczającej upór, a raczej determinację. Dowódcą tego oddziału był fiński oficer Bertil Nordlund. Jednostka ta jednak nigdy nie osiągnęła dużej liczebności (przy końcu wojny służyło w niej 153 ochotników z różnych krajów).

### Piloci
Do Finlandii przybyło 60 pilotów z zagranicy, którzy zostali wysłani do Lentorykmentti 19 (19 Regiment Powietrzny). W walkach poległo 3 Szwedów, 4 Duńczyków, 1 Włoch i 1 Węgier.

### Ochotnicy szwedzcy
Szwedzi byli największą obcą grupą narodową w fińskiej armii. Służyło ich ok. 8 tys. w różnych formacjach. Najważniejszą szwedzką jednostką był Szwedzki Korpus Ochotniczy (Svenska Frivilligkåren) pod dowództwem gen. mjr. Ernsta Lindera, składający się z trzech batalionów piechoty, kompanii strzeleckiej, kompanii saperów i trzech baterii artylerii.

### Ochotnicy norwescy
W armii fińskiej służyło 700 Norwegów, którzy zostali w większości wcieleni do jednostek szwedzkich.

### Ochotnicy węgierscy
Tylko Węgry wysłały zorganizowaną jednostkę ochotniczą spełniającą wymagania fińskie. Składała się ona z 356 ludzi, którzy odbyli 1-miesięczne szkolenie na Węgrzech. Grupa ta dotarła do Finlandii 2 marca i stacjonowała w Laponii. Oddziałami tymi dowodził kpt. Imre Kémeri Nagy, który posiadał już doświadczenie zdobyte na terenie zajętej przez Węgry części Słowacji.

### Inni ochotnicy
- Brytyjczycy – do Finlandii dotarło 214 ludzi
- Estończycy – stanowili największą część oddziału Sissu w liczbie 54 ludzi
- Duńczycy – 1000 ludzi, z których większość nie wzięła udziału w walce ze względu na słabe wyszkolenie
- Amerykanie – 350 ludzi (głównie fińskiego pochodzenia)

Oprócz tego registratury armii fińskiej odnotowały służbę obywateli: Austrii – 2 osoby, Belgii – 51, Czechosłowacji – 1, Francji – 2, Niemiec – 18, Włoch – 7, Łotwy – 4, Litwy – 2, Luksemburga – 3, Holandii – 17, Polski – 6, Portugalii – 1, Szwajcarii – 6, Jugosławii – 1.

### Sprzęt

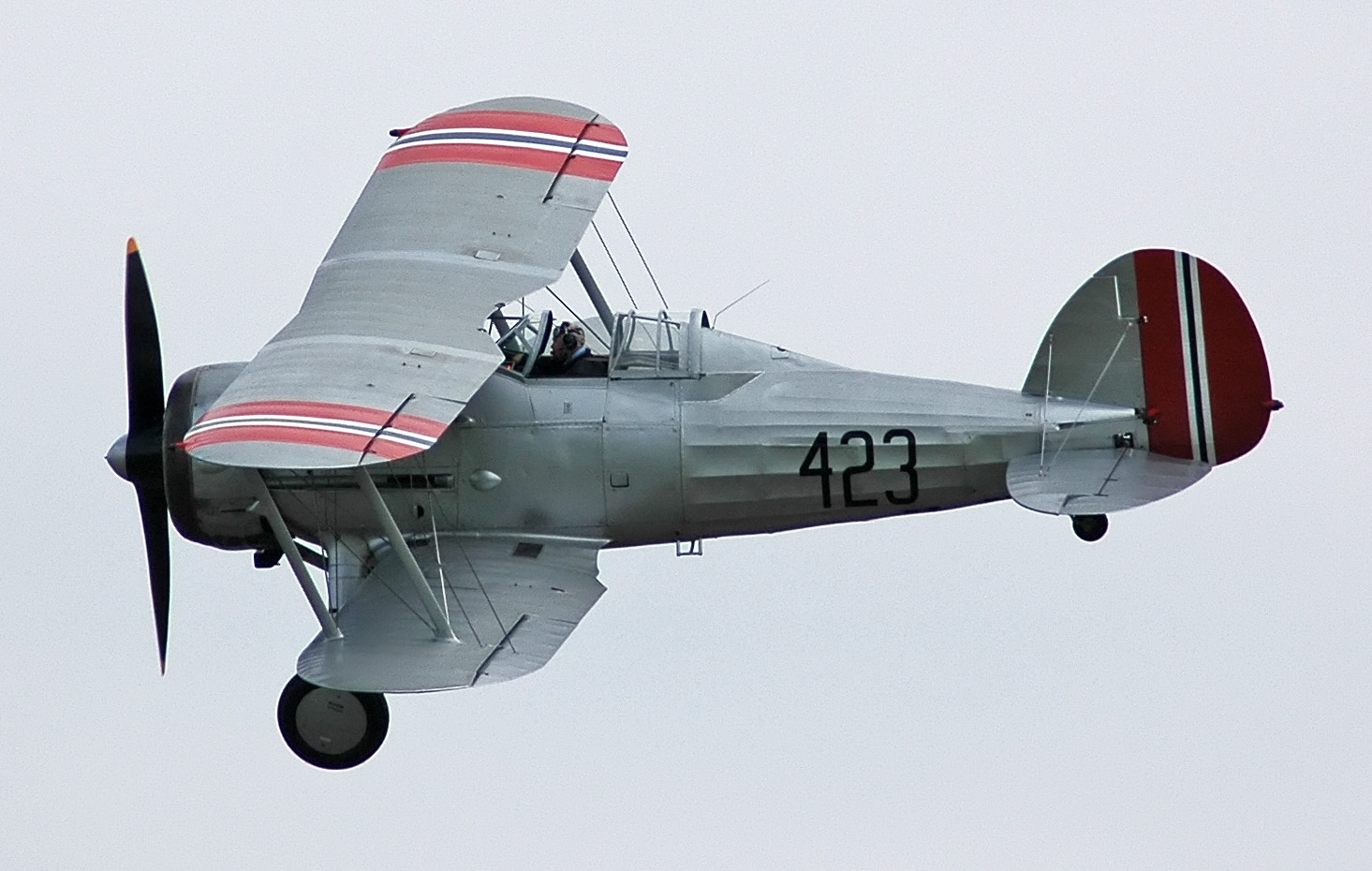
Gloster Gladiator

Inne państwa wyraziły zgodę na sprzedaż lub przekazanie sporych ilości potrzebnej Finom broni, która jednak nigdy nie dotarła do Finlandii lub została przekazana już po zawarciu pokoju:
- Belgia: 700 pistoletów maszynowych i ok. 8000 pistoletów
- Dania: 178 wkm-ów Madsen
- Francja: 36 dział polowych, 40 dział przeciwpancernych, 150 radiostacji, 30 samolotów Morane-Saulnier MS.406
- Niemcy: 30 działek przeciwlotniczych[potrzebny przypis]
- RPA: 25 samolotów Gloster Gladiator
- Szwecja: 72 działa polowe, 85 dział przeciwlotniczych, 18 dział przeciwpancernych, 12 samolotów Gloster Gladiator (dla szwedzkich pilotów), 100 rkm-ów, 77 000 karabinów
- Węgry: 40 dział przeciwlotniczych, 30 rusznic przeciwpancernych
- Wielka Brytania: 66 działek przeciwlotniczych, 200 karabinów przeciwpancernych Boys, 33 samoloty Gloster Gladiator, 12 samolotów Hawker Hurricane, 17 samolotów Westland Lysander, 24 bombowce Bristol Blenheim oraz 30 mln pocisków
- Włochy: 60 dział przeciwlotniczych, 12 dział przeciwpancernych, 16 000 pistoletów, 35 samolotów Fiat G.50 (do końca wojny dotarło tylko 17)
- USA: 200 dział polowych

## Organizacja armii fińskiej
(stan w dniu 30 listopada 1939)
Naczelne Dowództwo:
- naczelny dowódca armii fińskiej – marszałek Carl Gustaf Mannerheim,
- szef sztabu – gen. por. Karl Lennart Oesch.

Armia Przesmyku Karelskiego – dowódca: gen. por. Hugo Viktor Österman
- II Korpus Armijny – dowódca: gen. por. Harald Öhquist:
  - 4 Dywizja Piechoty,
  - 5 Dywizja Piechoty,
  - 11 Dywizja Piechoty,
  - Grupa „U” (Uusikirkko),
  - Grupa „M” (Mualaa),
  - Grupa „L” (Lipola);
- III Korpus Armijny – dowódca: gen. mjr Ajax Erik Heinrichs:
  - 8 Dywizja Piechoty,
  - 10 Dywizja Piechoty,
  - Grupa „R” (Rautu);
- odwód:
  - 1 Dywizja Piechoty,
  - 1 Rezerwowa Brygada Piechoty,
  - 2 Rezerwowa Brygada Piechoty,
  - trzy dywizjony artylerii;

IV Korpus Armijny – dowódca: gen. mjr Juho Heiskanen:
- 12 Dywizja Piechoty,
- 13 Dywizja Piechoty,
- Grupa „Räsänen”,
- 11 Samodzielny Batalion Piechoty;
- odwód: 7 Batalion Kolarzy.

Grupa „Północna Finlandia” – dowódca: gen. mjr Wiljo Tuompo:
- Grupa „Północna Karelia” – dowódca: płk Erkki Raappana:
  - 12 Samodzielny Batalion Piechoty,
  - 13 Samodzielny Batalion Piechoty,
  - 14 Samodzielny Batalion Piechoty;
- Grupa „Laponia” – dowódca: gen. mjr Kurt Martti Wallenius:
  - 17 Samodzielny Batalion Piechoty;
- 15 Samodzielny Batalion Piechoty,
- 16 Samodzielny Batalion Piechoty.

Grupa Alandzka – dowódca: gen. mjr Edvard Hanell:
- 22 Pułk Piechoty,
- 8 Batalion Kolarzy,
- II dywizjon 6 Pułku Artylerii Polowej,
- I dywizjon 9 Pułku Artylerii Polowej.

Obrona Wybrzeża Jeziora Ładoga – dowódca: płk Eino Iisakki Järvinen.
Odwody Naczelnego Dowództwa:
- 6 Dywizja Piechoty w Luumäki,
- 9 Dywizja Piechoty w Oulu,
- Rezerwowa Brygada Artylerii Polowej (9 dywizjonów),
- 6 Batalion Kolarzy.

Wojska Lotnicze – dowódca: gen. mjr Jarl Frithiof Lundquist:
- 1 Pułk Lotniczy w Suur-Merijoki – dowódca: płk Yrjö Opas,
- 2 Pułk Lotniczy w Utti – dowódca: ppłk Richard Lorenz,
- 4 Pułk Lotniczy w Immoli – dowódca: ppłk Toivo Somerto.

Marynarka Wojenna – dowódca: gen. mjr Väinö Valve.
Korpus Obrony Kraju – dowódca: gen. por. Kaarlo Lauri Torvald Malmberg.
Pomocnicza Służba Kobiet „Lotta” – dowódca: Fanni Luukkonen.

## OrganizacjaArmii Czerwonej

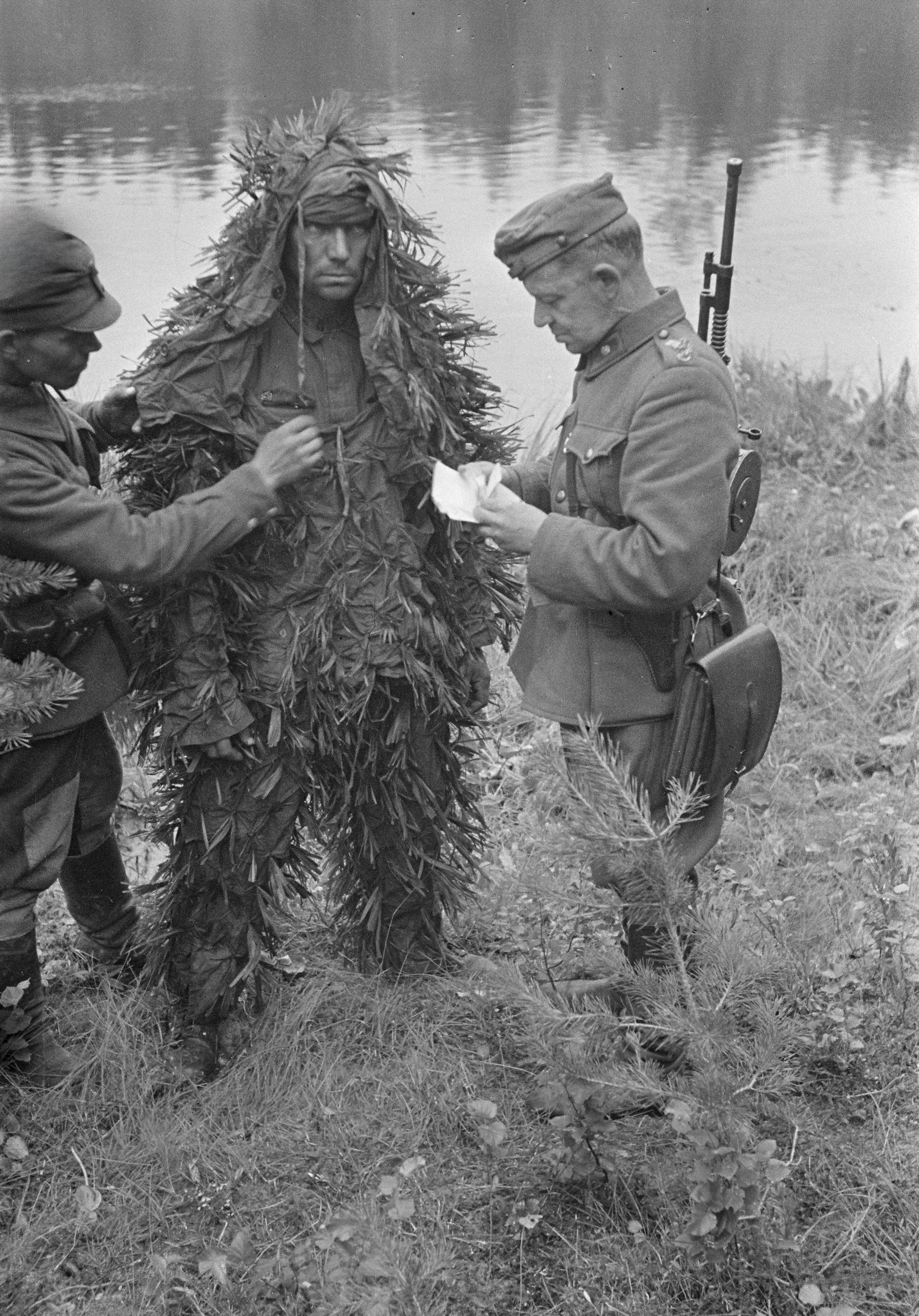
Sowiecki dywersant w ubraniu maskującym złapany przez Finów, sierpień 1941

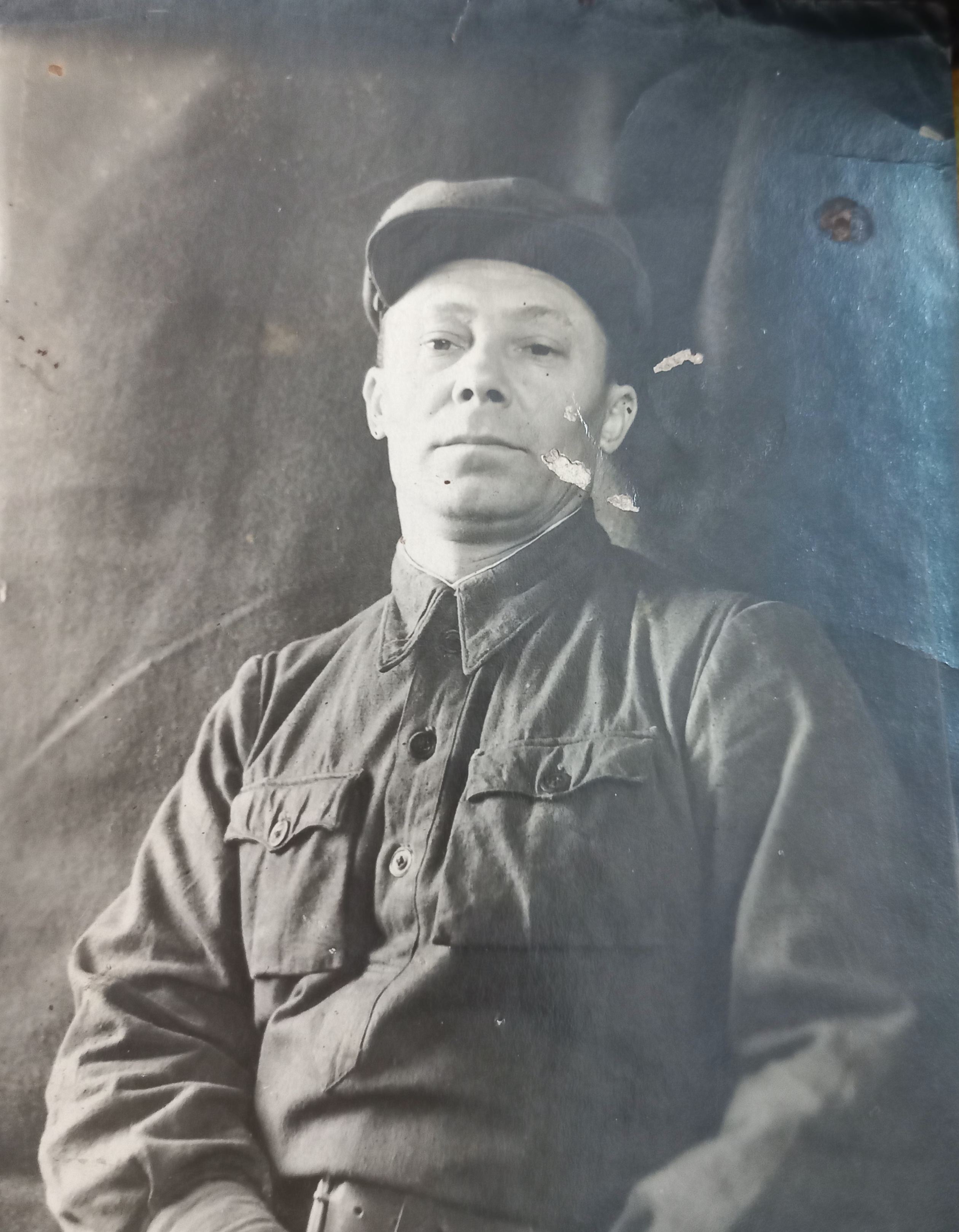
Panas Krawcow, jeden z represjonowanych w ZSRR uczestników wojny

Leningradzki Okręg Wojskowy:
dowódca: komandarm 2 stopnia Kiriłł A. Miereckow,
szef sztabu: komdiw Nikandr J. Czibisow.
- 7 Armia – dowódca: komandarm 2 stopnia Wsiewołod F. Jakowlew:
  - 19 Korpus Strzelecki – dowódca: komdiw Filipp N. Starikow:
    - 24 Dywizja Strzelecka,
    - 43 Dywizja Strzelecka,
    - 70 Dywizja Strzelecka,
    - 123 Dywizja Strzelecka,
    - 40 Brygada Pancerna;

  - 50 Korpus Strzelecki – dowódca: komdiw Filipp D. Gorielenko:
    - 49 Dywizja Strzelecka,
    - 90 Dywizja Strzelecka,
    - 142 Dywizja Strzelecka,
    - 35 Brygada Pancerna;

  - 10 Korpus Pancerny – dowódca: komdiw Prokofij Ł. Romanienko:
    - 1 Brygada Pancerna,
    - 13 Brygada Pancerna;

  - odwód:
    - 138 Dywizja Strzelecka,
    - 136 Dywizja Strzelecka (w trakcie transportu),
    - 150 Dywizja Strzelecka (w trakcie transportu),
    - 20 Brygada Pancerna,
    - 101 Pułk Artylerii Odwodu Naczelnego Dowództwa (OND),
    - 136 Pułk Artylerii OND,
    - 301 Pułk Artylerii OND,
    - 302 Pułk Artylerii OND,
    - 311 Pułk Artylerii OND,
    - 316 Dywizjon Artylerii OND,
    - 317 Dywizjon Artylerii OND;

- 8 Armia – dowódca: komdiw Iwan N. Chabarow:
  - 1 Korpus Strzelecki – dowódca: kombrig Roman I. Panin:
    - 139 Dywizja Strzelecka,
    - 155 Dywizja Strzelecka;

  - 56 Korpus Strzelecki – dowódca: komdiw Aleksandr I. Czerepanow:
    - 18 Dywizja Strzelecka,
    - 56 Dywizja Strzelecka,
    - 168 Dywizja Strzelecka,

  - odwód:
    - 75 Dywizja Strzelecka,
    - 34 Brygada Pancerna (w trakcie transportu)
    - 108 Pułk Artylerii OND,
    - 315 Dywizjon Artylerii OND;

- 9 Armia – dowódca: komkor Michaił P. Duchanow:
  - 47 Korpus Strzelecki – dowódca: komdiw Iwan F. Daszyczew:
    - 122 Dywizja Strzelecka,
    - 163 Dywizja Strzelecka;

  - Korpus Specjalny – dowódca: komdiw Maksim S. Szmyrow:
    - 54 Dywizja Strzelecka,
    - 44 Dywizja Strzelecka (w trakcie transportu),
    - 97 Batalion Czołgów;

- 14 Armia – dowódca: komdiw Walerian A. Frołow:
  - 14 Dywizja Strzelecka,
  - 52 Dywizja Strzelecka,
  - 104 Dywizja Strzelców Górskich,
  - odwód:
    - 104 Pułk Artylerii OND.

Marynarka Wojenna – ludowy komisarz i naczelny dowódca marynarki wojennej: fłagman fłota II stopnia Nikołaj G. Kuzniecow:
- Flota Bałtycka – dowódca: fłagman fłota II stopnia Władimir F. Tribuc,
- Flota Północna – dowódca: fłagman fłota II stopnia Walentin P. Drozd,
- Ładoska Flotylla Wojenna – dowódca kpt. I stopnia S.M. Kobylskich.

## Propaganda okresu wojny zimowej

### Sowieckie plakaty i grafika propagandowa

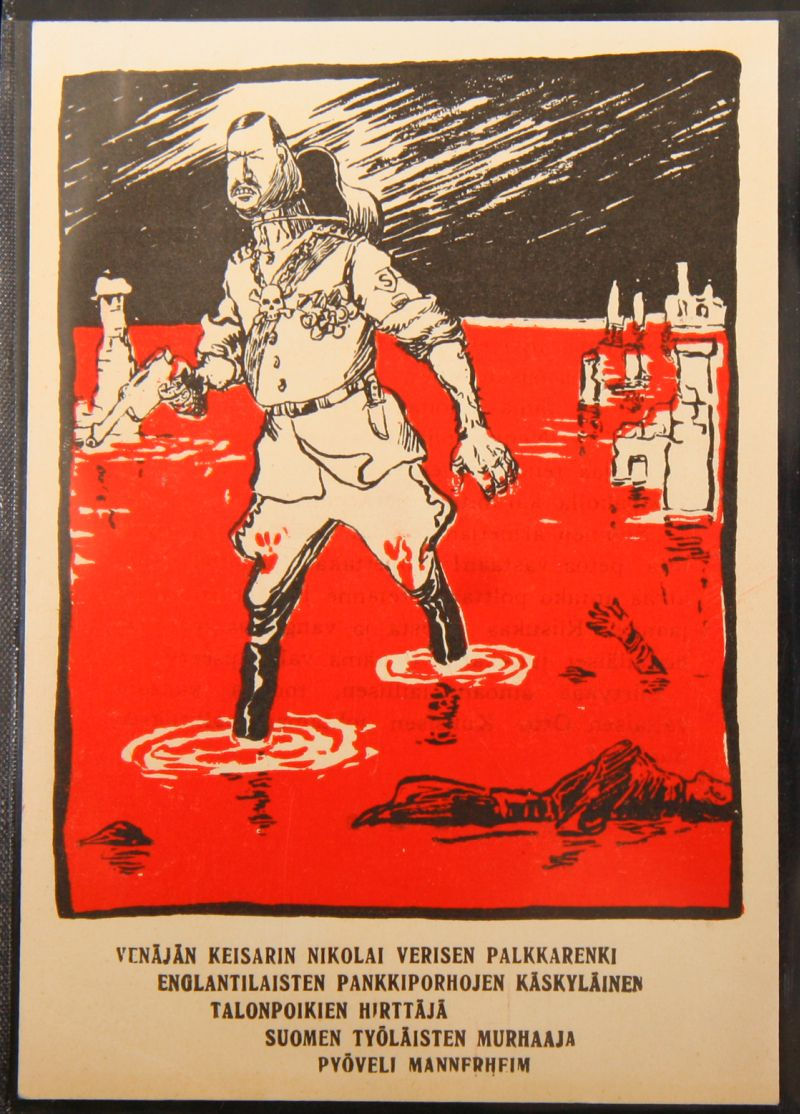
Sowiecki plakat w języku fińskim – karykatura Mannerheima
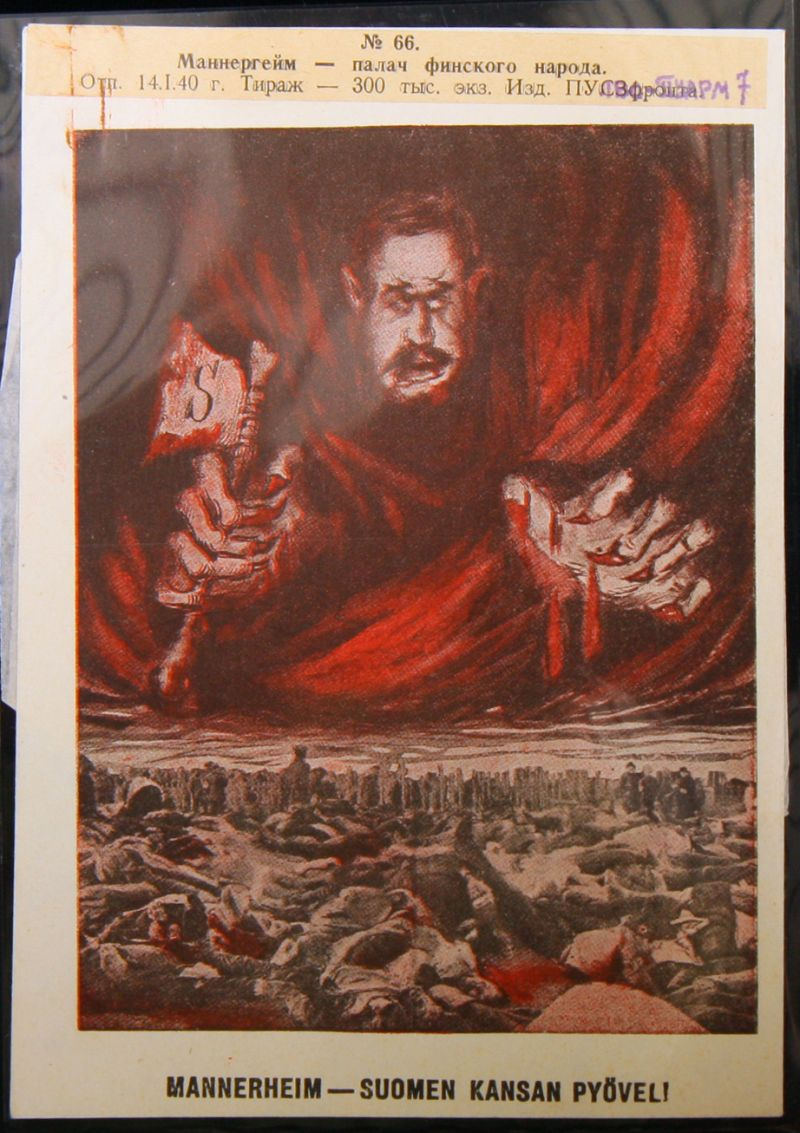
Sowiecki plakat w języku fińskim – karykatura Mannerheima
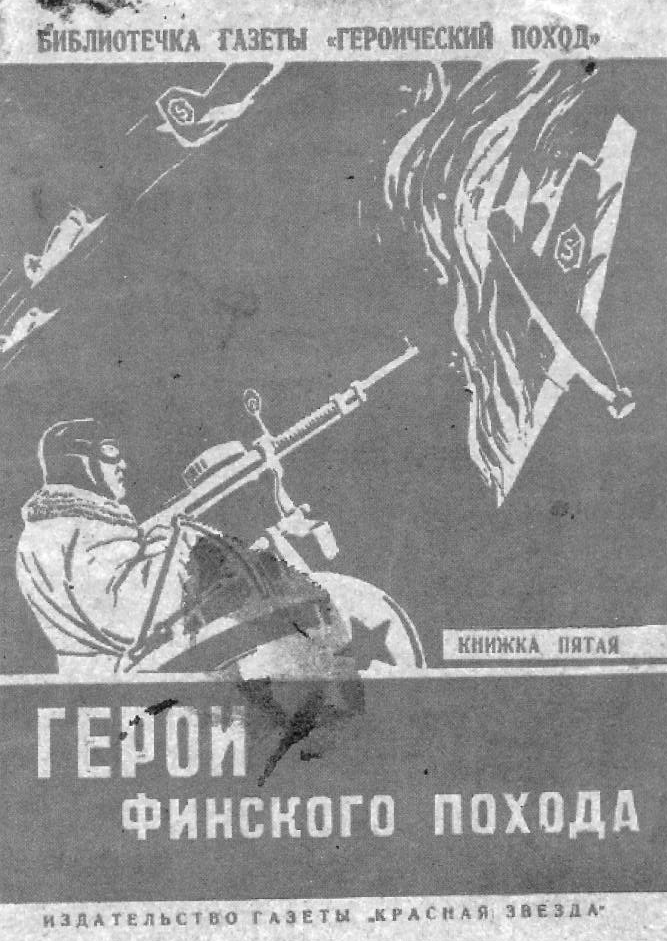
Okładka książki Герои финского похода. ZSRR, 1940

### Fińskie ulotki i grafika propagandowa

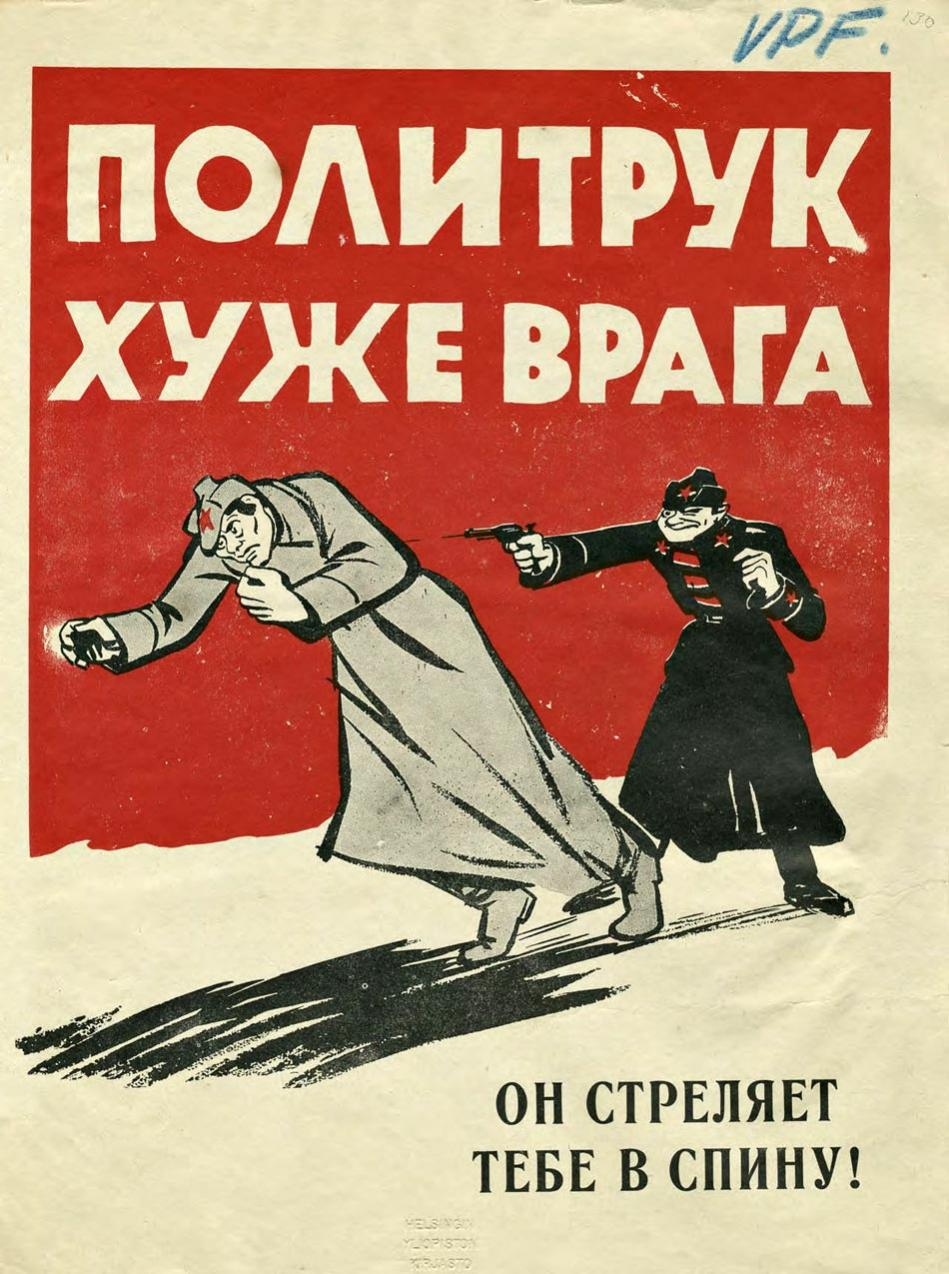
Politruk gorszy od wroga – fińska ulotka agitacyjna w języku rosyjskim, 1940
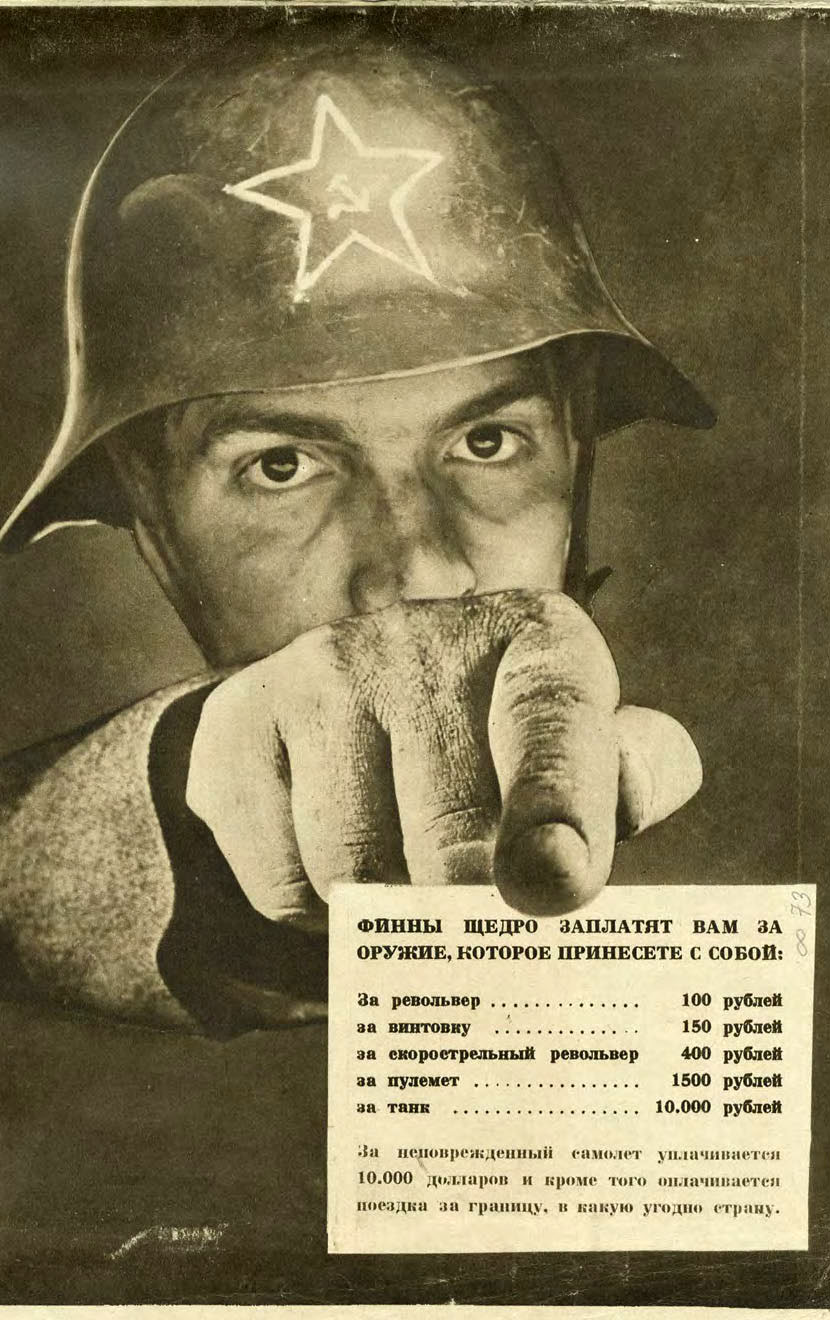
Idź do niewoli z bronią – fińska ulotka agitacyjna w języku rosyjskim, 1940
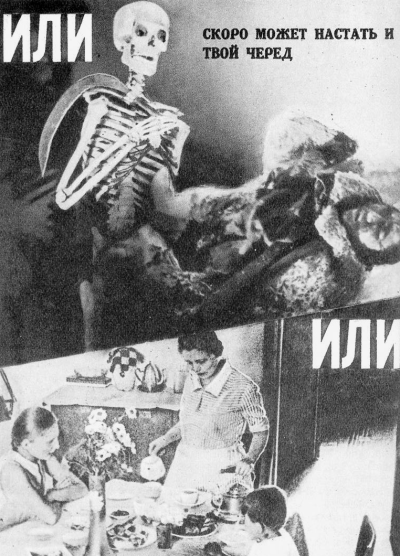
Wkrótce może być twoja kolej – fińska ulotka agitacyjna w języku rosyjskim, 1939–1940
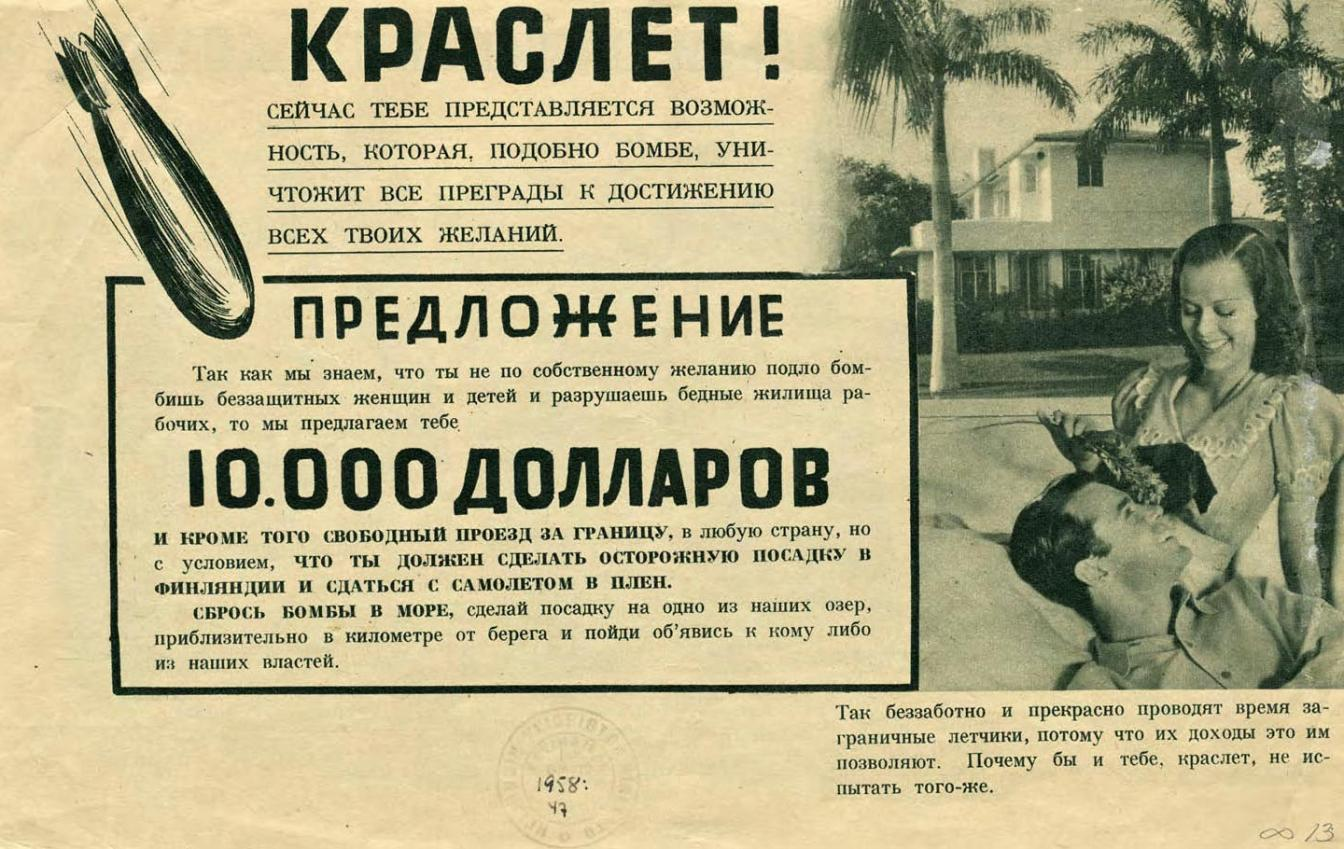
Ulotka fińska do lotników sowieckich, obiecująca 10 000 dolarów za dezercję z samolotem, 1940
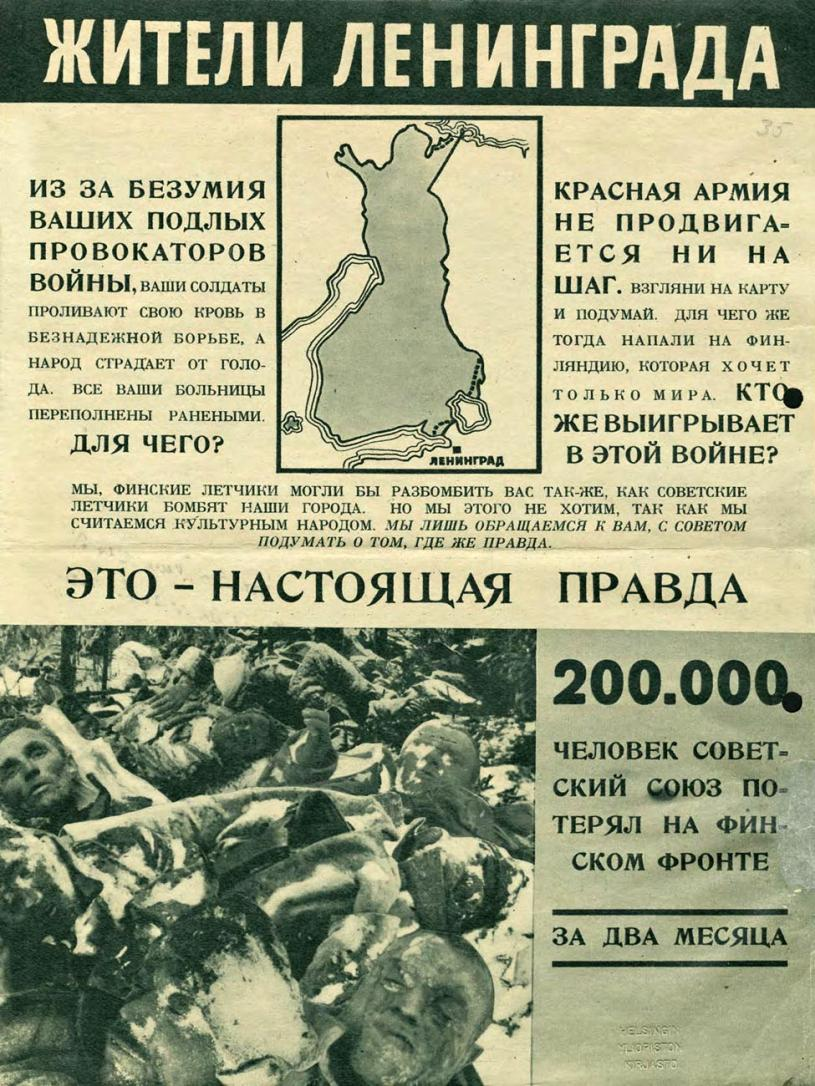
Do mieszkańców Leningradu – fińska ulotka agitacyjna w języku rosyjskim, 1940

## Kultura masowa

### Film
O wojnie zimowej i wojnie kontynuacyjnej (1941-44) powstało kilka dzieł w kinematografii fińskiej, m.in.: „Talvisota” z 1989 r. w reż. Pekki Parikki i „Tali-Ihantala 1944” z 2007 r. w reż. Åkego Lindmana.
Motyw wojen sowiecko-fińskich z lat 1939–1940 i 1941–1944 porusza także rosyjski film z 2002 r. pt. „Kukułka” (Кукушка) w reż. Aleksandra Rogożkina.

### Muzyka
O wojnie między Finlandią a ZSRR opowiadają też utwory muzyczne szwedzkiej grupy power metalowej Sabaton pt. „Talvisota” oraz „White Death”, a także utwór „Total War – Winter War” z płyty „Suomi Finland Perkele” fińskiego zespołu Impaled Nazarene.